# Puchar Polski w hokeju na lodzie
Puchar Polski w hokeju na lodzie – coroczne rozgrywki organizowane do 2012 roku przez Polski Związek Hokeja na Lodzie, a następnie przez Polską Hokej Ligę dla zawodowych klubów hokeja na lodzie w Polsce. Druga po mistrzostwach Polski rywalizacja w hierarchii ważności polskiego hokeja. Dwie pierwsze edycje odbyły się w latach 1968-1970. Pierwszym zdobywcą Pucharu Polski była drużyna Naprzodu Janów. Rozgrywki reaktywowano w 2000 roku z okazji 75-lecia PZHL. Najbardziej utytułowaną drużyną jest GKS Tychy, która jedenastokrotnie  zdobyła to trofeum. W 2008 roku zgodnie z regulaminem tyszanie otrzymali puchar na własność za trzykrotne zwycięstwo z rzędu.
Od 2006 roku mecze finałowe Pucharu Polski transmitowane są przez stację TVP Sport. W 2014 roku podczas meczu półfinałowego pomiędzy Ciarko PBS Bank KH Sanok a MKS ComArch Cracovią został ustanowiony nowy rekord frekwencji na meczu hokeja na lodzie w Polsce. Na trybunach Tauron Kraków Areny zasiadło wówczas 12500 kibiców. Do 2013 roku kluby za zdobycie Pucharu Polski otrzymywały nagrodę finansową. Największą pulę 120 tysięcy złotych organizatorzy przygotowali w 2011 roku z czego 90 tysięcy przypadło zwycięzcy – drużynie z Sanoka.

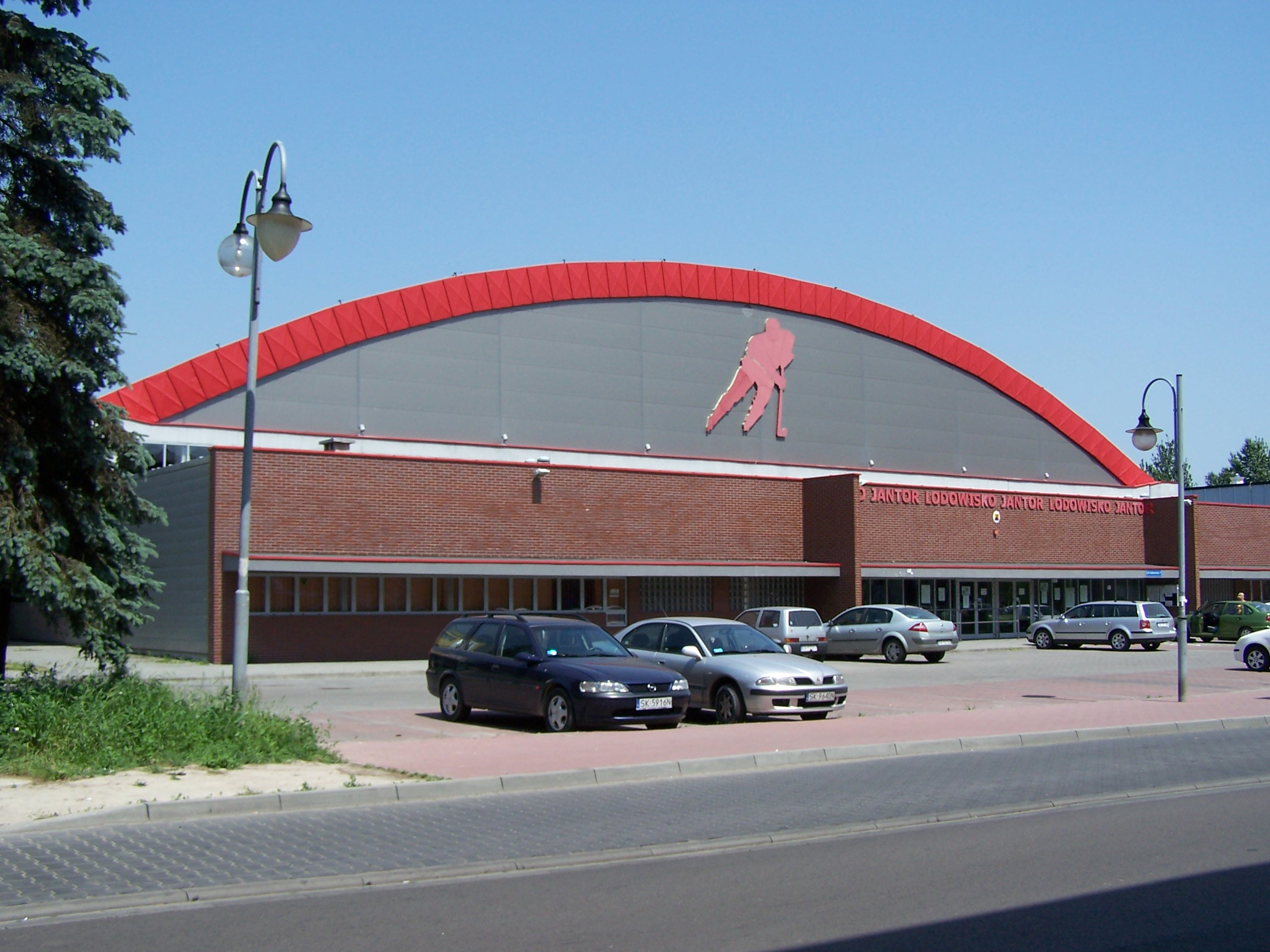
Lodowisko Jantor w Katowicach – arena pierwszego finału PP w 1969

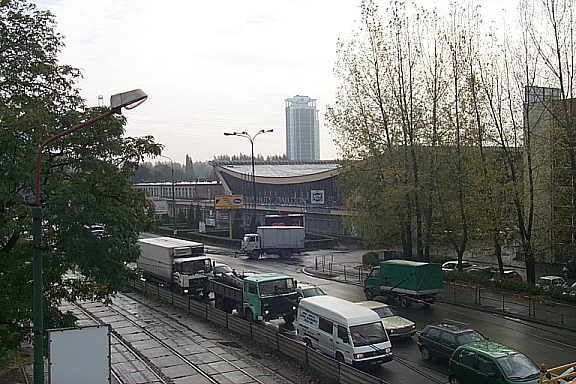
Nieistniejąca Hala Baildon w Katowicach, gdzie rozegrano ostatni mecz edycji PP 1969/1970

## Historia

### Geneza
W latach 50. i 60. kluby hokejowe w Polsce walczyły o inne trofea. W 1956 roku osiem klubów rywalizowało o Puchar CRZZ. W dniach 26 i 27 lutego rozegrano dwa turnieje eliminacyjne w Krakowie i w Krynicy. W grupach zwyciężyły KTH Krynica i Górnik Stalinogród, które 29 lutego na lodowisku w Krynicy miały rozegrać finał, jednak drużyna Górnika nie przyjechała na mecz, tłumacząc to zmęczeniem zawodników. Od początku lat 60. rozgrywane były turnieje o Puchar PZHL. W 1964 w związku z przerwą w rozgrywkach ligowych spowodowaną przygotowaniami reprezentacji do olimpiady w Innsbrucku rywalizowano o Puchar PKOL. Turnieje eliminacyjne odbyły się w Łodzi i Katowicach. Dwie najlepsze drużyny awansowały do turnieju półfinałowego w Nowym Targu, a przegrani walczyli o Puchar PZHL. W Pucharze PKOL zwyciężyła Legia Warszawa, a Puchar PZHL zdobyła Polonia Bydgoszcz. W edycji Pucharu PLOL w 1967 roku triumfowała drużyna Górnika Murcki.

### Dwa pierwsze turnieje
Pierwsza edycja rozgrywek o Puchar Polski odbyła się w sezonie 1968/1969. Jej organizatorem był Polski Związek Hokeja na Lodzie (dalej PZHL). Zgodnie z regulaminem w rozgrywkach obowiązkowo brały udział kluby I i II ligowe. Oprócz nich dopuszczone do udziału były zespoły z niższych lig oraz drużyny amatorskie, niezrzeszone, LZS, zakładowe i szkolne. Spotkania 1/8 finału zostały rozegrane 1 października 1969 roku, a ćwierćfinały 21 października i 2 listopada. Do finału awansowały drużyny Naprzodu Janów i Baildonu Katowice. Spotkanie rozegrano w Katowicach 26 grudnia 1969 roku, a zwyciężył Naprzód 6:4 i jako pierwszy zdobył to trofeum. Druga edycja została rozegrana w sezonie 1969/1970. Pierwotnie planowano początek tej edycji na listopad 1969, gdy trwała jeszcze edycja PP 1968/1969.
Do finału dotarły drużyny GKS-u Katowice i ponownie Baildonu. W odróżnieniu od pierwszej edycji o zwycięstwie w turnieju miał zadecydować dwumecz. Początkowo mecze miały się odbyć w drugiej połowie 1970 roku, jednak z powodu obłożonych terminów kilkakrotnie ulegały przesunięciu. Ostatecznie PZHL wyznaczył termin rozegrania finału na kwiecień. W pierwszym spotkaniu rozegranym 7 kwietnia 1971 roku na Torkacie GKS wygrał z Baildonem 4:3. W meczu rewanżowym rozegranym dzień później w hali przy Rondzie Baildon zremisował z GKS-em 3:3. Dzięki zwycięstwu w pierwszym meczu Puchar Polski wywalczył GKS Katowice. Trzecia edycja w sezonie 1970/1971 pomimo planów nie została rozegrana. Przed sezonem ligowym 1971/1972 były awizowane wstępne terminy nowej edycji Pucharu Polski na wrzesień 1971.
| Edycja | Zdobywca          |
| ------ | ----------------- |
| 1982   | Naprzód Janów     |
| 1983   | Polonia Bytom     |
| 1984   | GKS Tychy         |
| 1985   | Podhale Nowy Targ |
| 1986   | Podhale Nowy Targ |
| 1987   | Podhale Nowy Targ |
| 1988   | Polonia Bytom     |
| 1989   | Polonia Bytom     |

### Czas przejściowy
W latach 70. pojawiały się doniesienia prasowa o rozgrywanych meczach w ramach Pucharu Polski.
Na początku 1982 zaplanowano zorganizowanie rozgrywek pucharowych z udziałem wszystkich 10 drużyn I-ligowych pod patronatem Totalizatora Sportowego. Pierwszy turniej o Puchar „Sportu” i PZHL odbywał się na początku 1982, w czasie gdy reprezentacja Polski występowała w turnieju mistrzostw świata 1982 Grupy B w Austrii. W prasie rozgrywki 1982 były określane jako Puchar Polski. Edycje pucharu rozgrywano w latach 80. z inicjatywy redaktora katowickiej gazety „Sport” Henryka Hermasza. Kontynuatorem rozgrywek był redaktor Ryszard Szuster. Pierwszy turniej rozegrano w 1982 roku, a zwyciężyła w nim drużyna Naprzodu Janów. Rok później puchar zdobyła drużyna Polonii Bytom. W 1984 roku triumfował zespół GKS Tychy. W edycjach 1985-1987 trzy razy z rzędu zwyciężało Podhale Nowy Targ. Ostatnie dwie edycje w latach 1988 i 1989 wygrała Polonia Bytom.

### Reaktywacja Pucharu

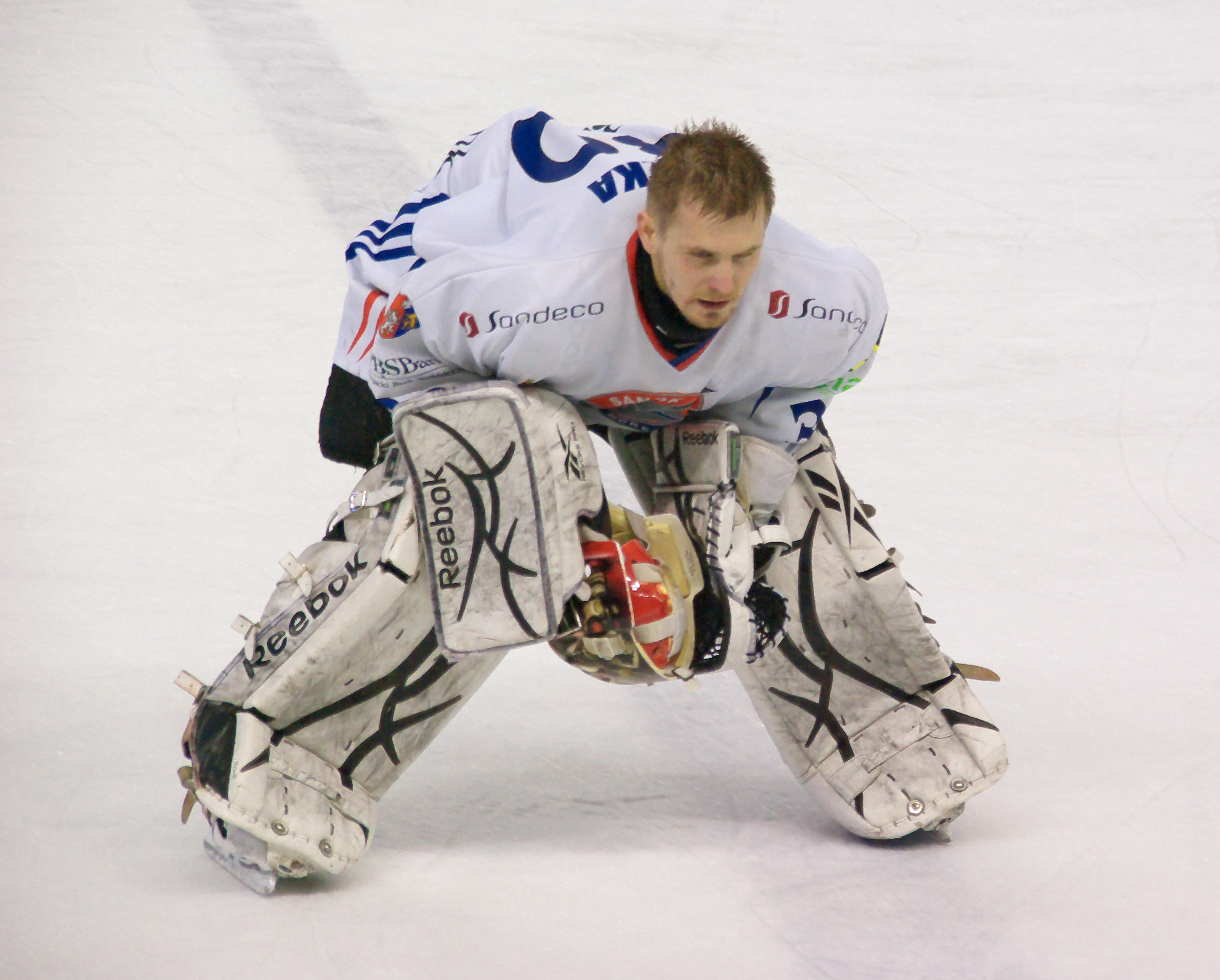
Bramkarz Marek Rączka – najlepszy zawodnik Podhala w finale PP 2000

Inicjatorem przywrócenia rozgrywek o Puchar Polski był Bronisław Smoleń - właściciel firmy wytwarzającej kije hokejowe z Męciny. W 2000 roku zarząd PZHL reaktywował rozgrywki Pucharu Polski. Eliminacje rozgrywek zaplanowano w trakcie fazy play-off Polskiej Ligi Hokejowej 1999/2000 (po etapie półfinałów) oraz w trakcie organizowanego w Katowicach turnieju mistrzostw świata edycji 2000 Grupy B, format pucharu był krytykowany, z uczestnictwa w PP zostały wycofane zespoły KKH Katowice i KTH Krynica, wobec czego do finału awansowały drużyny Dworów Unii Oświęcim i Tymbark Podhala Nowy Targ. ;ecz finałowy rozegrany w Narodowe Święto Niepodległości 11 listopada 2000 w Krynicy-Zdroju jednocześnie stanowił imprezę rozpoczynającą obchody 75-lecia istnienia Polskiego Związku Hokeja na Lodzie. Finał został rozegrany na lodowisku w Krynicy. Na trybunach zasiadło 1000 kibiców obu drużyn. Przed rozpoczęciem meczu hymn państwowy odegrał regionalny zespół „Limanowianie”, a na lodzie zaprezentowała się reprezentacyjna para łyżwiarzy figurowych Dorota Zagórska i Mariusz Siudek. W pierwszej tercji dominowała drużyna Unii, ale nie zdobyła bramki. Bramkarz Marek Rączka był najlepszym zawodnikiem Podhala w tej części gry. Mecz rozstrzygnął się w drugiej tercji, w której hokeiści Unii zdobyli cztery gole. Ostatecznie spotkanie zakończyło się zwycięstwem Oświęcimian 4:0. Po zakończeniu meczu puchar z rąk prezesa PZHL Zenona Hajdugi odebrał kapitan Unii Waldemar Klisiak. Puchary dla obu drużyn ufundował również Bronisław Smoleń, którego firma świętowała jubileusz 50-lecia. Następnie krynickim działaczom wręczono honorowe odznaki z okazji 75-lecia PZHL. Uhonorowano również zasłużonego dla polskiego hokeja Stefana Csoricha. Turniej zakończył się pokazem sztucznych ogni.
W 2001 roku uprawnione do gry w Pucharze Polski były kluby Polskiej Ligi Hokejowej. Mecze ćwierćfinałowe i półfinałowe miały się odbyć w sierpniu, jednak ze względu na problemy finansowe z udziału w rozgrywkach wycofały się Stoczniowiec Gdańsk, Podhale Nowy Targ i KTH Krynica. Rozegrano tylko jeden mecz ćwierćfinałowy, w którym Dwory Unia Oświęcim pokonała w dwumeczu Zagłębie Sosnowiec 9:2 i 7:4. Ze spotkań półfinałowych wycofała się Polonia Bytom, wobec czego jej rywal GKS Katowice bez gry awansował do finału. W drugim półfinale GKS Tychy przegrał na własnym lodowisku z Dworami Unią 2:4, ale w rewanżu w Oświęcimiu zwyciężył 8:3 i awansował do finału. Łącznie z trzynastu zaplanowanych meczów odbyło się tylko pięć. Spotkanie finałowe rozegrano 28 grudnia 2001 roku na Stadionie Zimowym w Tychach, mecz na żywo oglądało 3000 kibiców, a zwycięstwo 3:1 odniosła drużyna GKS Tychy, która wygrała pierwszą i drugą tercję 1:0, a w trzeciej zremisowała 1:1.

### Firmy sponsorami Pucharu

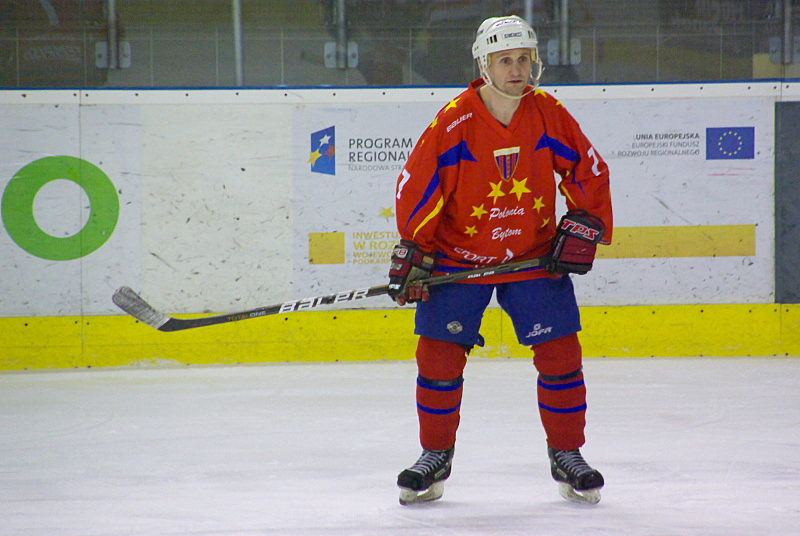
Napastnik Mariusz Puzio – dwukrotny triumfator Pucharu Polski z drużyną Dworów Unii Oświęcim w 2000 i 2002

W piątej edycji turnieju udział wzięły drużyny występujące w sezonie 2002/2003 w PLH oraz dwie drużyny z I ligi: MUKS Orlik Opole i SMS Sosnowiec. W sierpniu odbyła się runda eliminacyjna, w której TKH Toruń i KTH Krynica pokonały w dwumeczu pierwszoligowców. W ćwierćfinale rozegrano tylko jeden mecz. KTH po porażce na własnym lodowisku z GKS Tychy 4:7 zrezygnował ze spotkania rewanżowego. Z dalszej gry wycofały się również GKS Katowice, Zagłębie Sosnowiec i Podhale Nowy Targ. Spotkania półfinałowe odbyły się w grudniu. W pierwszym meczu TKH Toruń pokonał Stoczniowca Gdańsk 6:4, ale w spotkaniu rewanżowym w Gdańsku przegrał 3:7 i to Gdańszczanie awansowali do finału. W drugiej parze obrońca trofeum GKS Tychy przegrał obydwa spotkania z Dworami Unią Oświęcim. W Tychach 3:4 i w Oświęcimiu 4:5. PZHL w celu promocji hokeja w Warszawie na miejsce finału wybrał halę Torwar II, na trybunach której mogło zasiąść 640 kibiców. Związek wysłał 300 zaproszeń na mecz, a do sprzedaży trafiło 400 biletów w cenie po 10 zł. Prezes PZHL Zenon Hajduga ogłosił, że finał Pucharu Polski będzie rozgrywany w Warszawie dotąd, aż nie powstanie w stolicy klub hokejowy. Głównym sponsorem finału była oświęcimska firma chemiczna Dwory SA, właściciel Unii Oświęcim. Puchar za zwycięstwo miał wręczyć Marszałek Sejmu RP Marek Borowski, jednak z powodu wyjazdu nie był on obecny na meczu. Ostatecznie trofeum wręczył prezes Polskiej Konfederacji Sportu, Adam Giersz. Spotkanie finałowe pomiędzy Dworami Unią Oświęcim, a Stoczniowcem Gdańsk rozegrano 4 lutego 2003 roku o godz. 18.00. Drużyna Stoczniowca do finału przystępowała osłabiona absencją podstawowego bramkarza Tomasza Wawrzkiewicza, natomiast Unia wystąpiła w najsilniejszym składzie. Oświęcimianie byli faworytem tego meczu. W lidze zajmowali pierwsze miejsce z przewagą 28 punktów nad drugim Podhalem Nowy Targ. Spotkanie zakończyło się zwycięstwem Dworów Unii 6:2. Po meczu sponsor turnieju zorganizował przyjęcie dla hokeistów i działaczy obu drużyn. W przerwach pomiędzy tercjami kibice obejrzeli występy łyżwiarzy figurowych, Mariusza i Dorotę Siudków oraz Sabinę Wojtalę.
Szósta edycja Pucharu Polski rozpoczęła się we wrześniu 2003 roku. Ustalono, że w spotkaniach rundy eliminacyjnej oraz ćwierćfinałach będzie tylko jeden decydujący o awansie mecz. Mecz i rewanż był rozgrywany od spotkań półfinałowych. W rundzie eliminacyjnej wzięło udział dwanaście klubów, osiem ekstraligowych i cztery pierwszoligowe. Do ćwierćfinałów awansowały: GKS Tychy, który na wyjeździe pokonał KH Sanok 11:5, Orlik Opole zwyciężając w Nowym Targu MMKS 10:2 oraz TRH Zagłębie Sosnowiec, które na własnym lodowisku wygrało po serii rzutów karnych z SSS KTH KM Krynicą 6:5 (w regulaminowym czasie gry był remis 5:5). Spotkanie między MKS Cracovią a TKH Nestą Toruń nie zostało rozegrane i zakończyło się walkowerem dla Torunian. Do ćwierćfinałów wolnym losem bezpośrednio awansowały Dwory Unia Oświęcim, Wojas Podhale Nowy Targ, GKS Stoczniowiec Gdańsk i GKS Katowice. Mecze ćwierćfinałowe odbyły się 7 września. W Tychach GKS przegrał z Wojas Podhalem 2:4, w Opolu Orlik uległ mistrzom Polski Dworom Unii 3:9, TKH wygrał na własnym lodowisku ze Stoczniowcem 7:4, a GKS Katowice w Sosnowcu zwyciężył po dogrywce Zagłębie 6:5. Ze względu na napięte terminy, pierwsze mecze półfinałowe odbyły się 8 i 9 września. W wyniku losowania GKS Katowice rywalizował z TKH Nestą, a drugą parę utworzyły Wojas Podhale i Dwory Unia. GKS na własnym lodowisku przegrał z TKH 2:4 i nie pojechał do Torunia na rewanż. W drugim półfinale Wojas Podhale zremisował z Unią w Oświęcimiu 2:2, a w rewanżu we własnej hali zwyciężył 5:1. Tak jak przed rokiem finał odbył się w Warszawie na Torwarze II. Organizatorami meczu finałowego były kluby TKH i Podhale. Drużyna Podhala dotarła do Warszawy z dużym opóźnieniem, kiedy rywale kończyli już rozgrzewkę. W Krakowie autokar wiozący hokeistów uległ wypadkowi drogowemu. Spotkanie lepiej rozpoczęli Torunianie, ale w pierwszej tercji nie padły bramki. W drugiej odsłonie pierwszego gola zdobyła Nesta, a sytuację sam na sam z Radziszewskim wykorzystał Jarosław Dołęga. W 35. minucie w ciągu kilkudziesięciu sekund Podhale najpierw doprowadziło do remisu za sprawą Rafała Sroki, a następnie po golu Sebastiana Bieli objęło prowadzenie. W trzeciej tercji lepiej grali Nowotarżanie, którzy ostatecznie wygrali całe spotkanie 5:2. Wyróżniającym się zawodnikiem finałów był bramkarz TKH, Łukasz Kiedewicz, który dobrymi interwencjami zapobiegł wyższej porażce. Po meczu razem z hokeistami zwycięstwo świętowała kapela góralska z Nowego Targu oraz prezes klubu Stanisław Małecki ubrany w strój góralski. Zwycięstwo w krajowym pucharze było drugim triumfem Podhala w ciągu kilku dni, jako że kilka dni wcześniej Szarotki zwyciężyły w rozgrywkach Interligi.

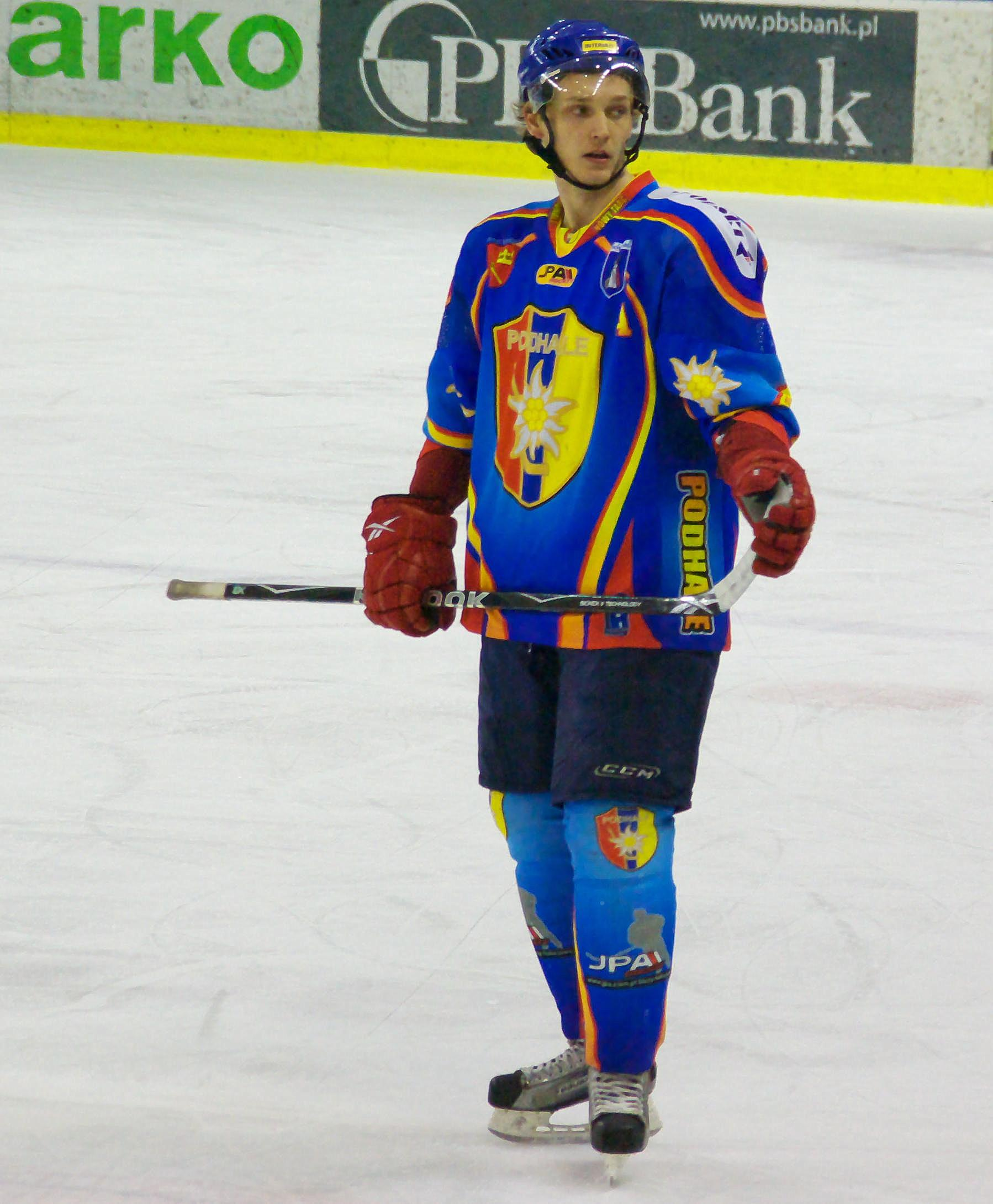
Marcin Kolusz strzelec zwycięskiej bramki dla Podhala w finale Pucharu Polski w 2004 roku

W 2004 roku turniej Pucharu Polski rozgrywany był systemem pucharowym – bez meczów rewanżowych. Do rozgrywek zgłosiło się łącznie dziewięć klubów. Sześć z PLH – z gry następnie zrezygnowały GKS Katowice i Orlik Opole – oraz trzy kluby z I ligi: KS KTH Krynica, KH Sanok i UKS ZSME Sosnowiec. Zgodnie z regulaminem turniej składał się z czterech rund: rundy eliminacyjnej, ćwierćfinałów, półfinałów i finału. Łącznie zaplanowano 8 meczów. Rywalizujące kluby rozgrywały po jednym meczu na lodowisku drużyny wyżej sklasyfikowanej w rankingu za sezon 2003/2004. W rundzie eliminacyjnej zmierzyły się drużyny pierwszoligowe. KH Sanok pokonał 3:0 UKS ZSME Sosnowiec. W ćwierćfinałach, wobec rezygnacji z przyjazdu do Oświęcimia drużyny KH Sanok, Dworom Unii przyznano walkower i bez gry awansowała ona do półfinału. Wojas Podhale wysoko 6:1 zwyciężył pierwszoligowy KS KTH Krynica. W Gdańsku GKS Stoczniowiec przegrał z TKH ThyssenKrupp Energostal Toruń po serii rzutów karnych 2:3. W regulaminowym czasie gry był remis 1:1. W ostatnim ćwierćfinale GKS Tychy pokonał po serii rzutów karnych we własnej hali beniaminka PLH MKS ComArch Cracovię 4:3. Mecze półfinałowe odbyły się 23 listopada. Dwory Unia wygrała w Oświęcimiu z TKH Toruń 2:1, a Wojas Podhale pokonał 3:1 na wyjeździe GKS Tychy. Finał rozegrano 30 grudnia po raz trzeci z rzędu w Warszawie. Organizatorem i fundatorem głównej nagrody finansowej był zakład chemiczny Dwory S.A. – właściciel Unii. W finale spotkały się obrońca Pucharu sprzed roku Wojas Podhale oraz mistrz Polski Dwory Unia. Trenerami obydwu zespołów byli szkoleniowcy prowadzący reprezentację Polski Andrzej Słowakiewicz (Wojas Podhale) i Andriej Sidorienko (Dwory Unia). Każdy kibic przed wejściem do hali otrzymał od organizatora koszulkę hokejową Unii Oświęcim. Mecz na żywo obejrzał nadkomplet 1000 kibiców obydwu klubów. Rywalizację hokeistów poprzedziły występy łyżwiarzy figurowych Unii Oświęcim. Spotkanie lepiej rozpoczęli zawodnicy Unii, ale to Podhale w pierwszej tercji strzeliło dwie bramki. Na początku drugiej odsłony Nowotarżanie strzelili trzeciego gola i kontrolowali przebieg wydarzeń na lodowisku. Sytuacja uległa zmianie po golu Wojciecha Wojtarowicza. Unia następnie zdobyła bramkę kontaktową, a w trzeciej tercji doprowadziła do remisu, a wkrótce potem objęła prowadzenie. Hokeiści z Nowego Targu jednak odpowiedzieli golem Sebastiana Łabuza i znów był remis. Na dwie i pół minuty przed końcem meczu zwycięską bramkę zdobył Marcin Kolusz i Puchar Polski po raz drugi rzędu zdobyło Podhale. Po meczu odbył się bankiet zorganizowany przez sponsora turnieju, na który nie zaproszono hokeistów Podhala.
W 2005 roku PZHL ogłosił konkurs na organizację finału Pucharu Polski. Najlepszą ofertę złożyli przedstawiciele Wojasa Podhale Nowy Targ, Piotr Kołodziej i Rafał Topolski. Po negocjacjach ze Związkiem organizatorzy wprowadzili pomysł organizacji turnieju finałowego, a nie jak w poprzednich edycjach tylko meczu finałowego. Do udziału w Pucharze Polski w 2005 roku uprawnione były kluby PLH oraz I ligi, jednak ze względów finansowych większość drużyn zrezygnowała. Do rozgrywek zgłosiły się cztery kluby PLH: Wojas Podhale S.S.A. Nowy Targ, Dwory S.A. Unia Oświęcim, TKH ThyssenKrupp Energostal Toruń oraz GKS Stoczniowiec Gdańsk. Zgodnie z wcześniejszymi ustaleniami organizatorem turnieju był klub Wojas Podhale, który w roku ubiegłym sięgnął po to trofeum. Turniej finałowy został rozegrany w dniach 29-30 grudnia 2005 roku. Drużyny grały systemem turniejowym, w którym zwycięzca awansował do finału, a przegrany odpadał z dalszej rywalizacji. W wyniku losowania pary półfinałowe utworzyły Dwory Unia z TKH Toruń i Wojas Podhale ze Stoczniowcem. Pierwszy mecz o godz. 15.00 rozegrali hokeiści z Oświęcimia i Torunia. Spotkanie było wyrównane i zakończyło się remisem 2:2. W dogrywce nie padły bramki i zwycięzca wyłoniły rzuty karne. Najazdy lepiej wykonywali gracze TKH, którzy wygrali 2:0, a cały mecz 3:2. W drugim spotkaniu Wojas Podhale pewnie pokonał Stoczniowiec 6:2. Finał odbył się 30 grudnia o godz. 18:00. Atrakcją dla kibiców był przeprowadzony po raz pierwszy na lodowiskach w Polsce pomiar szybkości lotu krążka. Wykonała go w ramach prezentacji urządzeń szwajcarska firma, której sprzęt wykorzystywany jest w niemieckiej lidze DEL i szwajcarskiej NLA. Po raz pierwszy od dłuższego czasu spotkanie było transmitowane na żywo przez stację TVP3. Podhale, które wygrało dwie poprzednie edycje – zgodnie z regulaminem rozgrywek – w przypadku trzeciego triumfu mogło zdobyć puchar na własność. Mecz dobrze rozpoczęli gospodarze, którzy wygrali pierwszą tercję 1:0. W drugiej części gry spotkanie się wyrównało. Hokeiści TKH strzelili trzy bramki, a stracili dwie i na kolejną przerwę zjeżdżali z wynikiem 3:3. W trzeciej tercji obydwie drużyny zdobyły po jednej bramce i mecz zakończył się remisem 4:4. W dziesięciominutowej dogrywce gole nie padły i przeprowadzono najdłuższy w historii rozgrywek o Puchar Polski konkurs rzutów karnych. Do wyłonienia zwycięzcy potrzeba było 12 serii. W 23 najeździe bramkę zdobył gracz TKH Robert Suchomski, a Sebastian Łabuz przestrzelił i trofeum zdobyło TKH ThyssenKrupp Energostal Toruń. Po meczu organizatorzy nagrodzili najlepszych zawodników finału.

### Puchar na własność

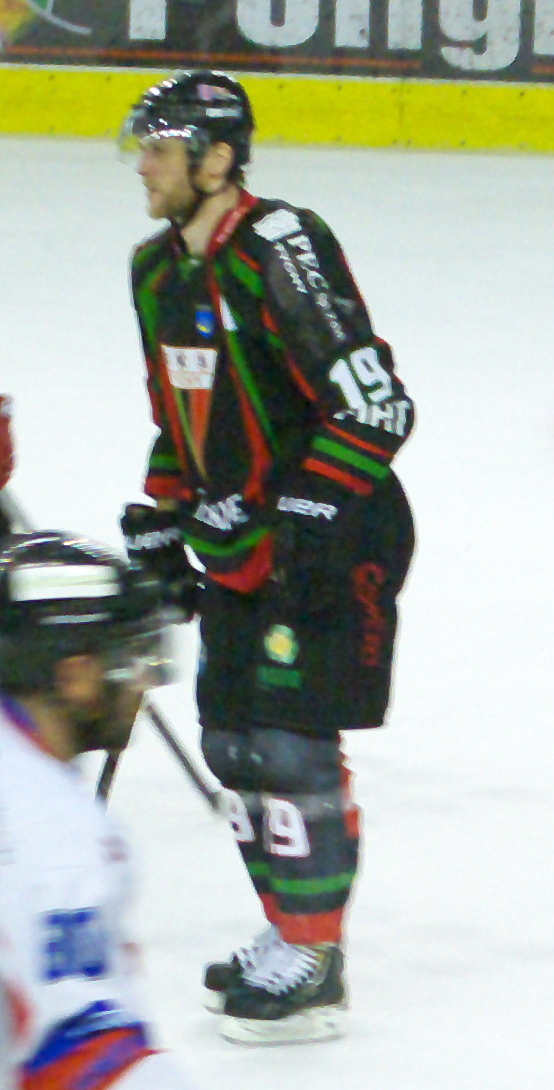
Adrian Parzyszek strzelec dwóch bramek dla GKS Tychy w finale Pucharu Polski w 2006 roku

Począwszy od 2005 roku każdy kolejny turniej finałowy Pucharu Polski rozgrywany jest w ostatnich trzech dniach grudnia. PZHL – organizator rozgrywek – zdecydował, iż od 2006 roku klub, który zdobędzie trofeum będzie gospodarzem turnieju finałowego w następnej edycji rozgrywek. W 2004 roku triumfował zespół TKH Toruń i to ten klub jako gospodarz miał zapewniony udział w turnieju finałowym. Do Pucharu Polski zgłosiło się dziesięć klubów spośród uprawnionych drużyn PLH i I ligi. Rozgrywki składały się z dwóch rund eliminacyjnych, w których kluby grały mecz i rewanż, a gospodarzy pierwszych spotkań wybierano w drodze losowania. Spotkania odbyły się w sierpniu. W pierwszej rundzie ComArch Cracovia zmierzyła się z Naprzodem Janów. W pierwszym meczu zwyciężyli Krakowianie 10:3, jednak po spotkaniu przyznano walkower dla Naprzodu. W rewanżu również rozegranym w Janowie, 5:1 wygrała Cracovia, jednak mecz zweryfikowano jako obustronny walkower i to Janowianie awansowali do ćwierćfinału. W drugiej parze GKS Tychy pokonał na własnym lodowisku KH Sanok 7:1, a rewanżowe spotkanie nie odbyło się i tyszanie wygrali walkowerem. W trzeciej parze JKH Czarne Jastrzębie podejmował UKS ZSME Zagłębie Sosnowiec. W Jastrzębiu Zdroju 7:1 wygrało Zagłębie, jednak wobec występu nieuprawnionych zawodników wynik meczu zweryfikowano jako walkower na korzyść JKH. W rozegranym cztery dni później rewanżu padł remis 4:4. W spotkaniach ćwierćfinałowych GKS Tychy pewnie pokonał na własnym lodowisku pierwszoligowe Czarne Jastrzębie 4:1 i na wyjeździe 5:2. Stoczniowiec również dwukrotnie wygrał z Podhalem, 4:1 na własnym lodowisku i 3:2 w Nowym Targu. W ostatniej parze Dwory Unia zwyciężyła w Oświęcimiu Naprzód 6:2. W rewanżu wygrali Janowianie 4:3, ale dzięki lepszemu bilansowi to Unia awansowała do turnieju finałowego.
Zgodnie z wcześniejszymi ustaleniami turniej finałowy odbył się w dniach 28-29 grudnia 2006 roku w Toruniu. Losowanie par półfinałowych odbyło się 15 listopada w siedzibie PZHL w obecności przedstawicieli klubów. Energa Stoczniowiec wylosowała Unię Oświęcim, a gospodarz turnieju TKH Toruń trafił na GKS Tychy. Przed turniejem ustalono, że zdobywca Pucharu Polski w kolejnej edycji zorganizuje turniej finałowy i rozpocznie rywalizację od półfinału. Faworytem spotkania pomiędzy Stoczniowcem, a Unią byli Gdańszczanie. W pierwszej tercji pomimo wyrównanej gry 3 bramki zdobyli zawodnicy Stoczniowca. W drugiej tercji Gdańszczanie podtrzymali skuteczność i zdobyli 4 gole. Zawodnicy Unii pomimo wielu okazji nie pokonali Przemysława Odrobnego. Trzecia tercja zakończyła się remisem 1:1. W drugim spotkaniu GKS Tychy pokonał TKH Toruń 3:1. W pierwszej i drugiej tercji tyszanie zdobyli po jednej bramce, a trzecia odsłona zakończyła się remisem 1:1. Finał rozegrano 29 grudnia o godz. 19.15. W pierwszej części mecz był wyrównany, a jedyną bramkę zdobył napastnik GKS Tychy Artur Ślusarczyk. W drugiej tercji tyszanie podwyższyli wynik na 2:0, ale wkrótce Gdańszczanie zdobyli kontaktową bramkę. Spotkanie rozstrzygnęło się w trzeciej tercji. Swojego drugiego gola w meczu zdobył Adrian Parzyszek i ustalił wynik spotkania na 3:1. GKS zdobył drugi Puchar Polski w historii klubu.
W 2007 roku Puchar Polski składał się z trzech części: rundy I, rundy II oraz turnieju finałowego. Wzięło w nim udział dziesięć klubów, które rozegrały łącznie 19 spotkań. W rundzie I Zagłębie ZSME Sosnowiec pokonało w dwumeczu MUKS Naprzód Janów 2:2 i 7:2, Wojas Podhale Nowy Targ wygrał w Katowicach z HC GKS 6:2, a w drugim meczu w Nowym Targu 5:0 za przyznany walkower. W ostatniej parze Stoczniowiec Gdańsk dzięki lepszemu bilansowi bramek pokonał JKH Czarnych Jastrzębie 0:3 i 5:1. Mecze rundy II rozegrano w drugiej połowie listopada. Wbrew regulaminowi rozgrywek wszystkie spotkania zaliczono jednocześnie do ligi. Zagłębie pokonało Polonię Bytom 7:2 oraz 4:3 i po raz pierwszy w historii klubu awansowało do turnieju finałowego. Drugim finalistą została drużyna ComArch Cracovii, która wyeliminowała Wojas Podhale wygrywając w Nowym Targu 5:3, a w Krakowie walkowerem 5:0. Drużyna Podhala w ramach protestu przeciwko łączeniu meczów ligowych i pucharowych nie pojechała na mecz rewanżowy do Krakowa. Ostatnim klubem, który awansował do półfinałów był TKH Toruń, który zremisował ze Stoczniowcem w Gdańsku 2:2 i wygrał 4:2 w rewanżu. Turniej finałowy odbył się w dniach 28-29 grudnia 2007 roku. Po raz drugi w historii mecz finałowy rozegrano na Stadionie Zimowym w Tychach. W wyniku losowania pary półfinałowe utworzyły GKS Tychy z TKH Toruń, a Cracovia z Zagłębiem Sosnowiec. Pierwszy półfinał wygrała Cracovia, pokonując Zagłębie 6:3. W drugim spotkaniu gospodarze, GKS Tychy wysoko 5:1 zwyciężyli TKH Toruń. Spotkanie finałowe rozegrano następnego dnia. Od samego początku było ono bardzo wyrównane. Pierwszą bramkę zdobył w drugiej tercji Tomasz Proszkiewicz i GKS objął prowadzenie. Wyrównał Filip Drzewiecki, zdobywając gola na 44 sekundy przed końcem meczu. W dogrywce bramki nie padły i przeprowadzono konkurs rzutów karnych. W nich lepsi okazali się tyszanie, strzelając dwa gole, a tracąc jednego. GKS Tychy zdobył drugi raz z rzędu Puchar Polski, a trzeci w historii klubu.
Rozgrywki Pucharu Polski w 2008 roku składały się z trzech rund: rundy pierwszej, drugiej oraz turnieju finałowego. W lipcu w wyniku losowania został ustalony terminarz rozgrywek. W tej edycji wystąpić miało dziesięć klubów, jednak dwa wycofały się. Kluby rozegrały dziewięć spotkań z trzynastu zaplanowanych. W półfinale zapewniony udział miał obrońca trofeum GKS Tychy. W pierwszej rundzie HC GKS Katowice dwukrotnie pokonał ZSME Sosnowiec 4:3 i 8:2. W drugiej parze miały grać Naprzód Janów z TKH Toruń, ale Janowianie wycofali się ze względu na zbyt późne wyznaczenie terminu przez PZHL. W rundzie drugiej wystąpiło sześć drużyn, które w trzech parach walczyły o udział w turnieju finałowym. ComArch Cracovia wygrała rywalizację z HC GKSem Katowice. W Katowicach „Pasy” wygrały 7:3, a przed własną publicznością 2:1. W drugiej parze TKH Toruń grał z Wojasem Podhale Nowy Targ. W pierwszym meczu w Toruniu wygrali gospodarze 4:1, a w rewanżu zwyciężyło Podhale 3:1. Dzięki lepszemu bilansowi bramek to jednak TKH awansowało do turnieju finałowego. W trzeciej parze miały rywalizować Stoczniowiec Gdańsk z Zagłębiem Sosnowiec, jednak w wyznaczonym terminie Zagłębie rozgrywało inny turniej i odpadło walkowerem z dalszej rywalizacji. Turniej finałowy planowo miał zostać rozegrany w Tychach, jednak ze względu na remont hali w listopadzie został przeniesiony do Gdańska. Organizatorem turnieju był PZHL. Mecze półfinałowe zostały rozegrane 29 grudnia, zaś finał odbył następnego dnia. W wyniku losowania w pierwszym półfinale grały TKH Toruń z GKS Tychy. Spotkanie zakończyło się zwycięstwem tyszan 3:1 i to oni awansowali do finału. W drugim spotkaniu Stoczniowiec Gdańsk pokonał ComArch Cracovię 4:1. Mecz finałowy miał wyrównany przebieg. W regulaminowym czasie gry po raz pierwszy w historii rozgrywek nie padły bramki. Dogrywka również zakończyła się bezbramkowo. W rzutach karnych 3:1 zwyciężył GKS, a gole strzelili Robin Bacul, Tomasz Proszkiewicz i Piotr Sarnik dla tyszan oraz Peter Hurtaj dla Stoczniowca. Był to trzeci z rzędu zdobyty Puchar Polski przez GKS Tychy i zgodnie z regulaminem trofeum na własność trafiło do klubu.

### Zmiany w systemie rozgrywek
Dwunasta edycja Pucharu Polski odbyła się w 2009 roku. Zmianie uległa formuła rozgrywek. Wzięło w niej udział 14 drużyn, które rywalizowały w trzech etapach. W spotkaniach I i II rundy zrezygnowano ze spotkania rewanżowego, jak również z automatycznego awansu ubiegłorocznego triumfatora, czy gospodarza turnieju do ostatniej fazy rozgrywek. W I rundzie wolny los otrzymały Energa Stoczniowiec Gdańsk oraz GKS Tychy, które w poprzedniej edycji grały w finale. Z udziału w rozgrywkach zrezygnowały Wojas Podhale Nowy Targ oraz MKS ComArch Cracovia, dzięki czemu do drugiej rundy bez gry awansowały Bisset Polonia Bytom oraz MMKS Nowy Targ. W rozegranych 20 sierpnia meczach Unia Oświęcim przegrała z JKH GKS Jastrzębie 1:5, a KTH Krynica wygrała z Zagłębiem Sosnowiec 7:2. Akuna Naprzód Janów wysoko zwyciężył HC GKS Katowice 18:0, a KH Sanok pokonał 3:2 TKH Toruń. W rozegranej 28 sierpnia II rundzie JKH wygrał z MMKS 10:1, Naprzód na własnym lodowisku zwyciężył KTH 6:4, a Stoczniowiec na wyjeździe pokonał KH Sanok 3:1. Ostatnie spotkanie pomiędzy Polonią Bytom, a GKS Tychy zostało rozegrane 6 września. Zwyciężyli w nim tyszanie 7:1. Turniej finałowy początkowo miał być rozgrywany w Lublinie w hali Globus jednak PZHL nie doszedł do porozumienia z zarządem obiektu. Wobec powyższego po raz trzeci w historii został rozegrany w Tychach w dniach 29-30 grudnia. W pierwszym meczu półfinałowym zmierzyły się Energa Stoczniowiec Gdańsk z Akuną Naprzód Janów. Mecz zakończył się zwycięstwem Janowian 4:3 po dogrywce. W drugim meczu GKS Tychy pokonał JKH GKS Jastrzębie 4:2. Finał odbył się następnego dnia o godzinie 17.30. Spotkanie było wyrównane, ale ostatecznie zwycięstwo odniosła drużyna GKS Tychy, która po bramkach Pacigi, Bagińskiego, Proszkiewicza i Parzyszka zwyciężyła 4:2. Był to piąty puchar wywalczony przez tyszan, którzy za zwycięstwo otrzymali nowe przechodnie trofeum.

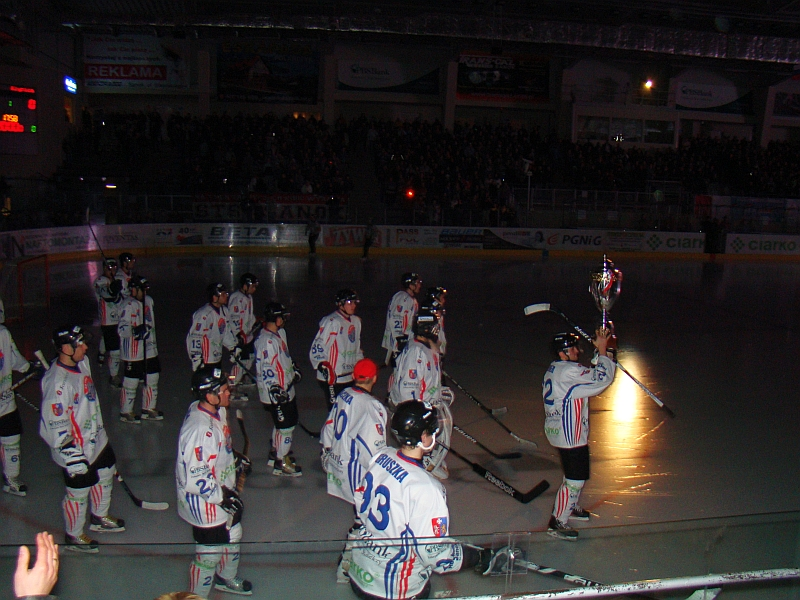
Zawodnicy KH Sanok z Pucharem Polski zdobytym w 2010

W 2010 roku rozgrywki gruntownie zreformowano. Zostały podzielone na trzy części: fazę grupową, fazę ćwierćfinałową oraz fazę finałową. Uczestniczyły w nich obligatoryjnie wszystkie kluby PLH oraz dwie drużyny z I ligi wyłonione w eliminacjach – łącznie 12 klubów. W pierwszym etapie kluby w wyniku losowania zostały podzielone na trzy czterozespołowe grupy i grały systemem kołowym. Z udziału w rozgrywkach wycofał się zespół KTH Krynica i w pierwszej grupie rywalizowały trzy drużyny. W grupie A zwyciężyła drużyna Pol-Aqua Zagłębie Sosnowiec, w grupie B triumfowała MKS ComArch Cracovia, a grupę C wygrał zespół GKS Tychy. Po zakończeniu fazy grupowej ustalono ranking wszystkich 12 drużyn, biorąc pod uwagę liczbę zdobytych punktów i bramek. Drużyny, które uplasowały się w rankingu na miejscach od 1 do 4, automatycznie uzyskały awans do ćwierćfinału rozgrywek. Byli to zwycięzcy grup oraz Aksam Unia Oświęcim. Pozostałe drużyny, które uplasowały się na miejscach od 5 do 11, grały dwumecz według następującego klucza zajętych miejsc: 5–12, 6–11, 7–10, 8–9. Wobec wycofania się KTH Krynica drużyna JKH GKS Jastrzębie awansowała bez gry do ćwierćfinału. Drugim ćwierćfinalistą został zespół Ciarko KH Sanok, który okazał się lepszy od MMKS Nowy Targ. Awans uzyskał również Naprzód Janów, dwukrotnie pokonując Orlika Opole, a także Nesta Toruń, która także dwukrotnie zwyciężyła Energę Stoczniowiec Gdańsk. W spotkaniach ćwierćfinałowych swoje mecze rozegrały dwie pary. GKS Tychy dwukrotnie wysoko zwyciężył Nestę Toruń 10:5 i 13:1. W drugiej parze Aksam Unia również dwukrotnie wygrała z JKH GKS Jastrzębie 2:0 i 4:3. Z rozgrywek wycofały się Naprzód Janów oraz Pol-Aqua Zagłębie Sosnowiec, dzięki czemu do turnieju finałowego awansowały ComArch Cracovia i Ciarko KH Sanok. Przetarg na organizację turnieju finałowego wygrało miasto Oświęcim, które złożyło lepszą ofertę niż Sanok. Losowania par półfinałowych dokonano 12 grudnia podczas posiedzenia Rady Prezesów Klubów i Okręgów w warszawskim Centrum Olimpijskim. Obrońca trofeum GKS Tychy wylosował Ciarko KH Sanok, a MKS ComArch Cracovia zmierzyła się z Aksam Unią Oświęcim. Spotkania odbyły się 27 grudnia. Nowością w rozgrywkach Pucharu Polski była decyzja o prowadzeniu meczów finałowych przez dwóch sędziów głównych. W pierwszym półfinale Ciarko KH Sanok pokonał po dogrywce GKS Tychy 4:3, a zwycięską bramkę zdobył Martin Ivičič. W drugim półfinale Aksam Unia również po dogrywce pokonała ComArch Cracovię 3:2, a decydującego gola strzelił Marcin Jaros. Spotkanie finałowe rozegrano następnego dnia o godzinie 18.00. W pierwszej tercji przeważali Sanoczanie i wygrali ją 3:1. Druga część była bardziej wyrównana i zakończyła się zwycięstwem gospodarzy 3:2. W ostatniej tercji jedyną bramkę zdobyli Oświęcimianie i doprowadzili do dogrywki. W niej zwycięską bramkę zdobył napastnik Ciarko Sanok Martin Vozdecký i to drużyna z Sanoka wywalczyła po raz pierwszy w historii klubu Puchar Polski.

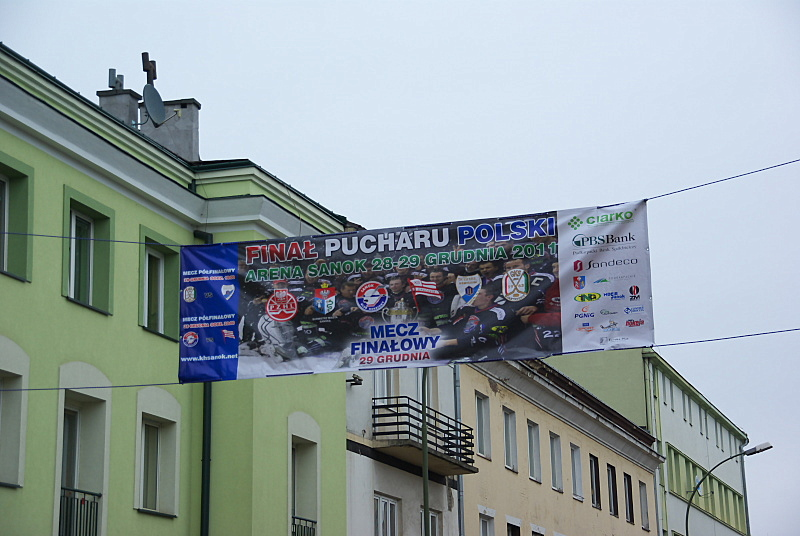
Baner reklamujący turniej finałowy w Sanoku w 2011 roku

W 2011 roku podobnie jak w ubiegłorocznej edycji rozgrywki Pucharu Polski rozpoczęły się od fazy grupowej. Uczestniczyło w niej 9 klubów: 8 z PLH i 1 z I ligi. Zostały one rozlosowane do trzech grup po trzy drużyny. W grupach zespoły grały systemem kołowym tj. mecz i rewanż. W grupie A zwyciężyła drużyna Ciarko PBS Bank KH Sanok, w grupie B – GKS Tychy, a w C – JKH GKS Jastrzębie. Po zakończeniu fazy grupowej został ustalony ranking łączny wszystkich 9 drużyn, biorący pod uwagę ilość zdobytych punktów i bilans bramek. Pierwsze miejsce w rankingu zajął JKH GKS Jastrzębie i awansował do turnieju finałowego. Drużyny z miejsc 2–5 awansowały bezpośrednio do ćwierćfinałów, a pozostałe kluby walczyły w eliminacjach. Pierwsze mecze eliminacyjne odbyły się 8 listopada. Zagłębie Sosnowiec pokonało Nestę Karawelę Toruń 3:2, a Legia przegrała w Warszawie z MMKS Podhale Nowy Targ 5:8. W rewanżu Podhale wysoko zwyciężyło Legię 17:4, a Nesta walkowerem wygrała z Zagłębiem. Pierwsze mecze ćwierćfinałowe odbyły się 29 i 30 listopada. W pierwszej parze obrońca trofeum Ciarko PBS Bank KH Sanok wyeliminował MMKS Podhale, wygrywając w Nowym Targu 12:3, a na własnym lodowisku walkowerem 5:0. Drugą drużyną, która awansowała do półfinału rozgrywek, była Aksam Unia Oświęcim, która dwukrotnie wysoko pokonała Nestę Karawelę Toruń 7:1 i 7:3. Trzecim półfinalistą została drużyna MKS ComArch Cracovia, która wygrała rywalizację z GKS Tychy, dzięki lepszemu bilansowi bramek. W Krakowie Cracovia wygrała 5:3, a w Tychach zwyciężyli gospodarze 4:3. W grudniu PZHL ogłosił konkurs ofert na organizację turnieju finałowego, kierując się przy wyborze przewidzianą przez potencjalnych sponsorów wysokością nagród dla uczestników oraz pokryciem kosztów całego turnieju. Po zapoznaniu się ze zgłoszonymi ofertami 7 grudnia 2011 roku gospodarzem imprezy wybrano Sanok. Losowanie par półfinałowych odbyło się 13 grudnia w Tychach podczas posiedzenia Wydziału Gier i Dyscypliny PZHL. Spotkania półfinałowe rozegrano 28 grudnia. Gospodarz Aksam Unia Oświęcim pokonała JKH GKS Jastrzębie 4:1. Mecz rozstrzygnął się w pierwszej tercji, w której Unia strzeliła trzy bramki. W drugim meczu Ciarko PBS Bank KH Sanok pokonał ComArch Cracovię 3:1, po dwóch bramkach Pavla Mojžíša. Spotkanie oglądało 4500 kibiców. Również komplet publiczności obejrzał mecz finałowy rozegrany następnego dnia o godz. 18:00. Spotkanie było wyrównane i rozstrzygnęło się w rzutach karnych. Decydującą bramkę zdobył Krzysztof Zapała i drużyna z Sanoka obroniła wywalczone przed rokiem trofeum. Z okazji organizacji turnieju tej rangi w Sanoku została wydana moneta okolicznościowa o nazwie „1 krążek”, wybita przez miejscowego mincerza.
W przeciwieństwie do roku ubiegłego w edycji z 2012 roku kluby rozpoczęły rywalizację od ćwierćfinałów. Do rozgrywek dopuszczone zostało 8 drużyn PLH, jednak drużyna Nesty Toruń wycofała się. W październiku Zarząd PZHL dokonał wyboru miejsca rozegrania finału i po raz trzeci z rzędu został nim Sanok. 19 października w hali Arena Sanok dokonano losowania par ćwierćfinałowych i zarazem gospodarzy pierwszych meczów. Wolny los otrzymała drużyna Ciarko PBS Bank KH Sanok. Spotkania ćwierćfinałowe odbyły się 16 i 18 listopada. W nich JKH GKS Jastrzębie dwukrotnie pokonało Zagłębie Sosnowiec 7:4 i 8:0; GKS Tychy awansował, wygrywając na wyjeździe 2:1 z Aksam Unię Oświęcim i remisując we własnej hali 2:2. Ostatnim półfinalistą została drużyna MKS ComArch Cracovii, która wyeliminowała HC GKS Katowice, wygrywając w Katowicach 6:1 i remisując na własnym lodowisku 4:4. Organizatorem turnieju drugi rok z rzędu zostało miasto Sanok. Pary półfinałowe zostały rozlosowane 7 grudnia 2012 roku. W pierwszym półfinale JKH GKS Jastrzębie pokonało po dogrywce GKS Tychy 4:3. Decydującego gola zdobył na 21 sekund przed końcem meczu Adrian Labryga. W drugim spotkaniu gospodarze zwyciężyli ComArch Cracovię po rzutach karnych 5:4 i po raz trzeci z rzędu awansowali do finału. Zwycięski najazd wykonał Peter Bartoš. Spotkanie finałowe odbyło się następnego dnia. Zwyciężyła w nim drużyna z Jastrzębia, która zwycięstwo odniosła dzięki trzem bramkom w ostatniej tercji. Było to pierwsze trofeum wywalczone przez hokeistów JKH.

### Turnieje finałowe

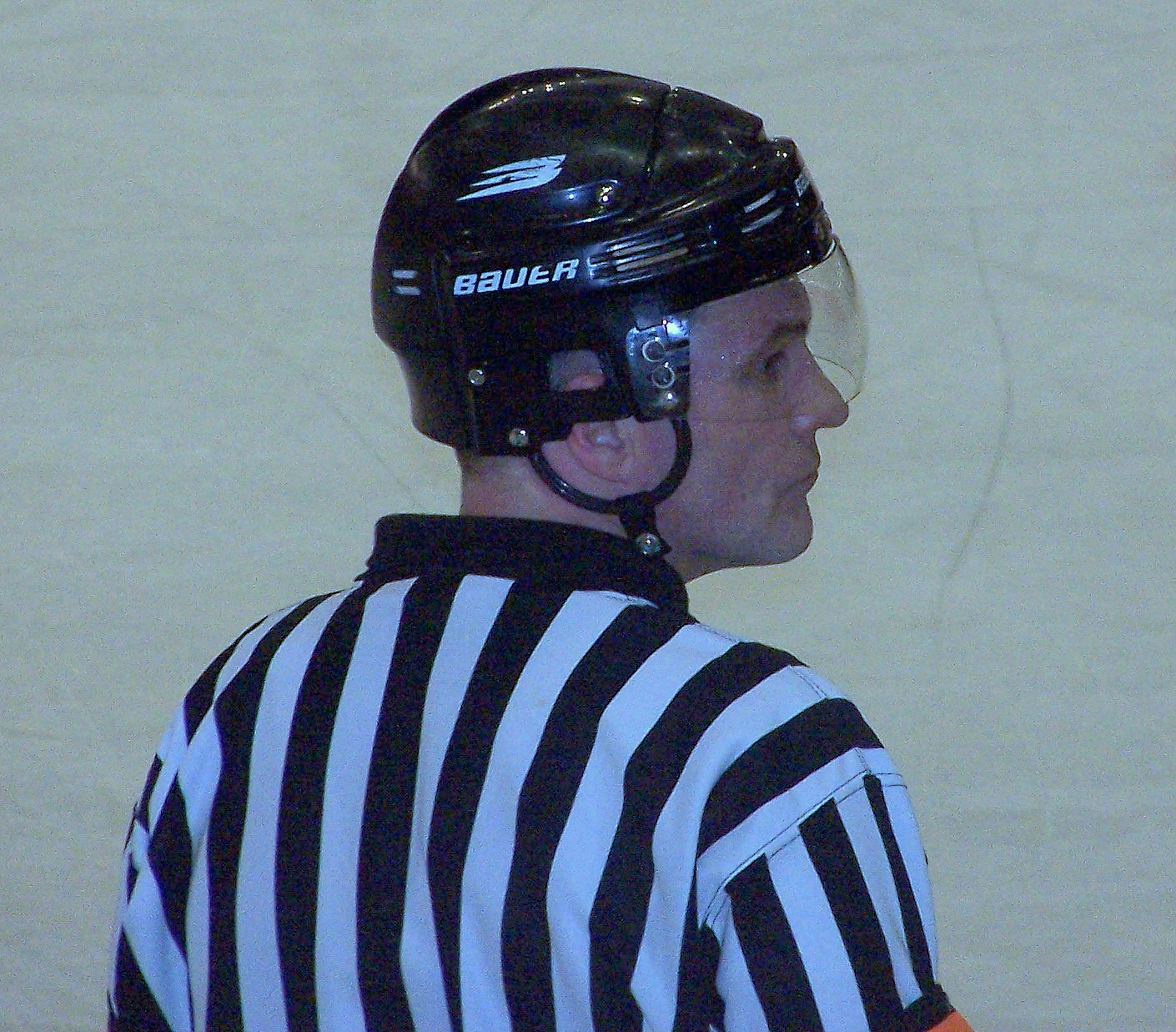
Sędzia Krzysztof Rzerzycha – arbiter finału z 2001

Rozgrywki Pucharu Polski w 2013 roku zostały gruntownie zreformowane. Organizatorem została nowo utworzona spółka Polska Hokej Liga, która zastąpiła dotychczasowego organizatora PZHL. Regulamin opublikowano 21 września 2013 roku. Zgodnie z nim rywalizacja składała się z dwóch etapów. Pierwszy pokrywał się z rozgrywkami ligowymi w sezonie 2013/2014, gdzie dziewięć klubów rozegrało dwie pełne rundy spotkań. Na podstawie miejsc w tabeli cztery pierwsze drużyny 1928 KTH Krynica, GKS Tychy, MKS ComArch Cracovia i Ciarko PBS Bank KH Sanok wywalczyły awans do drugiego etapu, tj. turnieju finałowego. Na organizację turnieju finałowego rozpisano konkurs i 26 października poinformowano, że turniej zostanie rozegrany w Katowicach w hali „Satelita” w dniach 28-29 grudnia. Jednak na początku grudnia ze względu na postulaty klubów i stacji TVP Sport rozpisano drugi konkurs. Jedyną ofertę złożyło miasto Sanok i decyzją Zarządu PZHL po raz trzeci z rzędu w tym mieście odbył się turniej finałowy Pucharu Polski. 11 grudnia w Polskiej Hokej Lidze kluby ogłosiły lokaut, wobec czego nie pewne było rozegranie turnieju finałowego. Po negocjacjach zdecydowano, że turniej zostanie rozegrany w ustalonym wcześniej terminie. Pary półfinałowe stworzyły kluby według miejsc w tabeli ligowej 1-4 i 2-3. W pierwszym meczu półfinałowym Ciarko PBS Bank KH Sanok pokonał 7:2 1928 KTH Krynicę. Mecz rozstrzygnął się w pierwszej tercji, którą Sanoczanie wygrali 4:0. W drugim spotkaniu ComArch Cracovia wygrała po dogrywce z GKS Tychy 4:3. Decydującą bramkę zdobył Adrian Kowalówka. Spotkanie finałowe rozegrano następnego dnia, a zwyciężyła po dogrywce ComArch Cracovia 4:3. Zwycięską bramkę strzelił na sekundę przed końcem dogrywki Petr Dvořák. Był to pierwszy puchar zdobyty przez Cracovię.
W 17 edycji rozgrywek w 2014 roku udział wzięło pięć klubów, cztery z Polskiej Hokej Ligi i jeden I ligowy. W sierpniu organizatorzy ogłosili regulamin rozgrywek. Zaszły w nim niewielkie zmiany w porównaniu z ubiegłoroczną edycją. Do turnieju finałowego awansowały najlepsze trzy drużyny po dwóch rundach zasadniczych Polskiej Hokej Ligi w sezonie 2014/2015. Czwarta drużyna w tabeli miała rozegrać barażowy dwumecz z I-ligowym klubem PKH Stoczniowiec 2014 Gdańsk o miejsce w półfinale. Druga runda spotkań zakończyła się 18 listopada. Trzy pierwsze miejsca w tabeli zajęły kluby: Ciarko PBS Bank KH Sanok, JKH GKS Jastrzębie i GKS Tychy. Na czwartym miejscu uplasowała się ComArch Cracovia. W dwumeczu barażowym rozegranym 25 listopada w Gdańsku i 2 grudnia w Krakowie dwukrotnie triumfowała Cracovia, wygrywając 9:1 i 10:2. Na miejsce rozegrania turnieju finałowego 21 listopada organizatorzy wybrali Kraków Arenę. Były to pierwsze mecze hokejowe w historii tego obiektu. Spotkania półfinałowe zostały rozegrane 27 grudnia. W pierwszym meczu GKS Tychy wysoko 6:1 zwyciężył JKH GKS Jastrzębie. Tyszanie po minucie gry prowadzili już 2:0. W drugiej tercji rozstrzygnęli całe spotkanie, wygrywając ją 3:0. Dwie bramki zdobył Adam Bagiński. W drugim meczu Ciarko PBS Bank KH Sanok wygrał z ComArch Cracovią 3:2. Spotkanie oglądało 12500 kibiców, dzięki czemu został ustanowiony rekord frekwencji na meczu hokejowym w Polsce. Decydującą o awansie bramkę zdobył Czeski napastnik Sanoka Martin Vozdecký. Mecz finałowy rozegrano następnego dnia o godz. 18:30. Zwyciężyła w nim drużyna GKS Tychy, która pewnie pokonała rywali 3:1. Dwa gole dla tyszan zdobył Josef Vítek, a jedno trafienie zanotował Jurij Kuzin. Honorową bramkę dla drużyny z Sanoka zdobył Lukáš Endál. Drużyna GKS Tychy wywalczyła po raz szósty w historii rozgrywek Puchar Polski. W przeciwieństwie do poprzednich edycji, organizatorzy za zwycięstwo nie przyznali nagród finansowych.
W 2015 roku rozgrywki Pucharu Polski przeprowadzono w identycznej formule jak w 2013 roku. We wrześniu został ogłoszony regulamin rozgrywek Pucharu Polski. Rywalizacja składała się z dwóch etapów. Pierwszy pokrywał się z rozgrywkami ligowymi Polskiej Hokej Ligi, gdzie dwanaście klubów rozegrało dwie pełne rundy spotkań. Na podstawie miejsc w tabeli cztery pierwsze drużyny wywalczyły awans do drugiego etapu tj. turnieju finałowego. Początkowo turniej planowano rozegrać w Kraków Arenie, jednak 10 grudnia Prezes PZHL Dawid Chwałka poinformował, iż turniej zostanie zorganizowany w Nowym Targu. Do półfinałów zakwalifikowały się cztery najlepsze po dwóch rundach PHL drużyny: ComArch Cracovia, TatrySki Podhale Nowy Targ, GKS Tychy oraz JKH GKS Jastrzębie. Kluby te utworzyły pary półfinałowe według następującego klucza 1–4 i 2–3. Spotkania półfinałowe rozegrano 29 grudnia. W pierwszym spotkaniu ComArch Cracovia 3:0 pokonała JKH GKS Jastrzębie. W drugim meczu TatrySki Podhale Nowy Targ 5:3 zwyciężyło GKS Tychy, a dwie bramki dla „Szarotek” zdobył Oskar Jaśkiewicz. Następnego dnia o godz. 18.30 rozpoczął się mecz finałowy. ComArch Cracovia była drużyną lepszą i wygrała 5:0, a dwie bramki dla Krakowian zdobył Maciej Urbanowicz. Był to drugi w historii klubu triumf w Pucharze Polski.

## Spotkania finałowe
Najbardziej utytułowaną drużyną rozgrywek Pucharu Polski jest GKS Tychy, który dotychczas jedenastokrotnie zdobył to trofeum, w dodatku nigdy nie przegrywając spotkania finałowego. Cztery zwycięstwa zanotował JKH GKS Jastrzębie, a trzy Cracovia. Łącznie po to trofeum sięgało dziewięć klubów. W pierwszej edycji zwyciężył Naprzód Janów. Spośród dwudziestusześciu finałów, cztery rozstrzygnęły się w rzutach karnych i cztery po rozegraniu dogrywki. W finale w 2008 roku jedyny raz zdarzyło się, że w regulaminowym czasie gry nie padły bramki. W 1970 roku jedyny raz rozegrano dwumecz w finale.
| Edycja | Sezon     | Data                            | Miasto        | Zdobywca                          | Finalista                     | Wynik                                   |
| ------ | --------- | ------------------------------- | ------------- | --------------------------------- | ----------------------------- | --------------------------------------- |
| I.     | 1968/1969 | 26 grudnia 1969                 | Katowice      | Naprzód Janów                     | Baildon Katowice              | 6:4 (4:3, 2:0, 0:1)                     |
| II.    | 1969/1970 | 7 kwietnia 1971 8 kwietnia 1971 | Katowice      | GKS Katowice                      | Baildon Katowice              | 4:3 (0:2, 2:1, 2:0) 3:3 (1:0, 0:1, 2:2) |
| III.   | 2000      | 11 listopada 2000               | Krynica-Zdrój | Dwory Unia Oświęcim               | Tymbark Podhale Nowy Targ     | 4:0 (0:0, 4:0, 0:0)                     |
| IV.    | 2001      | 28 grudnia 2001                 | Tychy         | GKS Tychy                         | GKS Katowice                  | 3:1 (1:0, 1:0, 1:1)                     |
| V.     | 2002/2003 | 4 lutego 2003                   | Warszawa      | Dwory Unia Oświęcim               | GKS Stoczniowiec Gdańsk       | 6:2 (2:0, 2:1, 2:1)                     |
| VI.    | 2003/2004 | 31 stycznia 2004                | Warszawa      | Wojas Podhale Nowy Targ           | TKH Nesta Toruń               | 5:2 (0:0, 2:1, 3:1)                     |
| VII.   | 2004      | 30 grudnia 2004                 | Warszawa      | Wojas Podhale Nowy Targ           | Dwory Unia Oświęcim           | 5:4 (2:0, 1:2, 2:2)                     |
| VIII.  | 2005      | 30 grudnia 2005                 | Nowy Targ     | TKH ThyssenKrupp Energostal Toruń | Wojas Podhale Nowy Targ       | 5:4 (0:1, 3:2, 1:1, d. 0:0, k. 4:3)     |
| IX.    | 2006      | 29 grudnia 2006                 | Toruń         | GKS Tychy                         | Energa Stoczniowiec Gdańsk    | 3:1 (1:0, 1:1, 1:0)                     |
| X.     | 2007      | 29 grudnia 2007                 | Tychy         | GKS Tychy                         | MKS ComArch Cracovia          | 2:1 (0:0, 0:1, 1:0, d. 0:0, k. 2:1)     |
| XI.    | 2008      | 30 grudnia 2008                 | Gdańsk        | GKS Tychy                         | Energa Stoczniowiec Gdańsk    | 1:0 (0:0, 0:0, 0:0 d. 0:0, k. 3:1)      |
| XII.   | 2009      | 30 grudnia 2009                 | Tychy         | GKS Tychy                         | MUKS Naprzód Janów            | 4:2 (2:0, 1:2, 1:0)                     |
| XIII.  | 2010      | 29 grudnia 2010                 | Oświęcim      | Ciarko KH Sanok                   | Aksam Unia Oświęcim           | 6:5 (3:1, 2:3, 0:2, d. 1:0)             |
| XIV.   | 2011      | 29 grudnia 2011                 | Sanok         | Ciarko PBS Bank KH Sanok          | Aksam Unia Oświęcim           | 3:2 (0:0, 2:2, 0:0, d. 0:0, k. 1:0)     |
| XV.    | 2012      | 29 grudnia 2012                 | Sanok         | JKH GKS Jastrzębie                | Ciarko PBS Bank KH Sanok      | 4:2 (0:1, 1:1, 3:0)                     |
| XVI.   | 2013      | 29 grudnia 2013                 | Sanok         | MKS ComArch Cracovia              | Ciarko PBS Bank KH Sanok      | 4:3 (2:1, 0:1, 1:1, d. 1:0)             |
| XVII.  | 2014      | 28 grudnia 2014                 | Kraków        | GKS Tychy                         | Ciarko PBS Bank KH Sanok      | 3:1 (1:0, 2:1, 0:0)                     |
| XVIII. | 2015      | 30 grudnia 2015                 | Nowy Targ     | MKS ComArch Cracovia              | KH TatrySki Podhale Nowy Targ | 5:0 (1:0, 2:0, 2:0)                     |
| XIX.   | 2016      | 30 grudnia 2016                 | Nowy Targ     | GKS Tychy                         | MKS ComArch Cracovia          | 3:0 (0:0, 2:0, 1:0)                     |
| XX.    | 2017      | 28 grudnia 2017                 | Kraków        | GKS Tychy                         | MKS ComArch Cracovia          | 6:5 (0:1, 0:1, 5:3, d. 1:0)             |
| XXI.   | 2018      | 28 grudnia 2018                 | Tychy         | JKH GKS Jastrzębie                | KH TatrySki Podhale Nowy Targ | 4:0 (0:0, 1:0, 3:0)                     |
| XXII.  | 2019      | 28 grudnia 2019                 | Tychy         | JKH GKS Jastrzębie                | Re-Plast Unia Oświęcim        | 2:0 (0:0, 0:0, 2:0)                     |
| XXIII. | 2020/2021 | 5 lutego 2021                   | Katowice      | JKH GKS Jastrzębie                | Re-Plast Unia Oświęcim        | 3:2 (1:1, 1:0, 1:1)                     |
| XXIV.  | 2021      | 28 grudnia 2021                 | Bytom         | Comarch Cracovia                  | KH Energa Toruń               | 3:0 (0:0, 1:0, 2:0)                     |
| XXV.   | 2022      | 30 grudnia 2022                 | Oświęcim      | GKS Tychy                         | Tauron Re-Plast Unia Oświęcim | 3:1 (2:0, 1:0, 0:1)                     |
| XXVI.  | 2023      | 30 grudnia 2023                 | Krynica-Zdrój | GKS Tychy                         | JKH GKS Jastrzębie            | 3:2 (0:0, 2:0, 0:2, d. 1:0)             |
| XXVII. | 2024      | 30 grudnia 2024                 | Krynica-Zdrój | GKS Tychy                         | JKH GKS Jastrzębie            | 3:1 (0:0, 1:0, 2:1)                     |

### Bilans klubów
| Nazwa klubu         | Liczba triumfów | Liczba przegranych finałów | Lata triumfów                                                    | Lata przegranych finałów             |
| ------------------- | --------------- | -------------------------- | ---------------------------------------------------------------- | ------------------------------------ |
| GKS Tychy           | 11              | 0                          | 2001, 2006, 2007, 2008, 2009, 2014, 2016, 2017, 2022, 2023, 2024 |                                      |
| JKH GKS Jastrzębie  | 4               | 2                          | 2012, 2018, 2019, 2021¹                                          | 2023, 2024                           |
| MKS Cracovia        | 3               | 3                          | 2013, 2015, 2021²                                                | 2007, 2016, 2017                     |
| Unia Oświęcim       | 2               | 6                          | 2000, 2003                                                       | 2004², 2010, 2011, 2019, 2021¹, 2022 |
| Podhale Nowy Targ   | 2               | 4                          | 2004¹, 2004²                                                     | 2000, 2005, 2015, 2018               |
| KH Sanok            | 2               | 3                          | 2010, 2011                                                       | 2012, 2013, 2014                     |
| GKS Katowice        | 1               | 1                          | 1970                                                             | 2001                                 |
| TKH / KH Toruń      | 1               | 2                          | 2005                                                             | 2004¹, 2021²                         |
| Naprzód Janów       | 1               | 1                          | 1969                                                             | 2009                                 |
| Stoczniowiec Gdańsk | 0               | 3                          |                                                                  | 2003, 2006, 2008                     |
| Baildon Katowice    | 0               | 2                          |                                                                  | 1969, 1970                           |

## Nagrody
Od 2000 roku główną nagrodą za zdobycie Pucharu Polski jest przechodnie trofeum, którego właścicielem do 2013 roku był Polski Związek Hokeja na Lodzie, a następnie Polska Hokej Liga – organizator rozgrywek. Zgodnie z regulaminem puchar na własność może otrzymać ten klub, który wygrał turniej pięciokrotnie bądź trzy razy z rzędu. W historii zdarzyło się to raz. W 2008 roku GKS Tychy zdobył Puchar Polski trzeci raz z rzędu i otrzymał trofeum na własność. W edycji 2001 nie przewidziano gratyfikacji finansowych dla uczestników.
| Sezon ligowy | Turniej Pucharu Polski | Wysokość nagród (zł) | Nagroda dla zwycięzcy (zł) |
| ------------ | ---------------------- | -------------------- | -------------------------- |
| 1968/1969    | 1968/1969              | ?                    | ?                          |
| 1969/1970    | 1969/1970              | ?                    | ?                          |
| 2000/2001    | 2000                   | ?                    | ?                          |
| 2001/2002    | 2001                   | brak                 | brak                       |
| 2002/2003    | 2002                   | 15 000               | 15 000                     |
| 2003/2004    | 2003                   | 30 000               | 30 000                     |
| 2004/2005    | 2004                   | 30 000               | 30 000                     |
| 2005/2006    | 2005                   | 30 000               | 30 000                     |
| 2006/2007    | 2006                   | 30 000               | 30 000                     |
| 2007/2008    | 2007                   | 50 000               | 50 000                     |
| 2008/2009    | 2008                   | 55 000               | 30 000                     |
| 2009/2010    | 2009                   | 75 000               | 50 000                     |
| 2010/2011    | 2010                   | 95 000               | 60 000                     |
| 2011/2012    | 2011                   | 120 000              | 90 000                     |
| 2012/2013    | 2012                   | 91 000               | 75 000                     |
| 2013/2014    | 2013                   | 66 000               | 40 000                     |
| 2014/2015    | 2014                   | brak                 | brak                       |
| 2015/2016    | 2015                   | brak                 | brak                       |
| 2016/2017    | 2016                   | brak                 | brak                       |
| 2017/2018    | 2017                   | brak                 | brak                       |
| 2018/2019    | 2018                   | brak                 | brak                       |
| 2019/2020    | 2019                   | 20 000               | brak                       |

W 2001 roku nie przyznano nagród finansowych. W 2002 roku zwycięzca turnieju Dwory Unia Oświęcim otrzymał nagrodę pieniężną w wysokości 15 tysięcy złotych. Prezes PZHL Zenon Hajduga przed rozegraniem czwartej edycji zapowiedział, że nagroda dla zwycięzcy będzie dwa razy większa niż przed rokiem. W 2003 roku turniej rozgrywany w Warszawie wygrała drużyna Wojas Podhale Nowy Targ, która otrzymała czek na 30 tysięcy złotych. Od 2004 roku turnieje finałowe o Puchar Polski zaczęły organizować kluby, które zobowiązane były do przygotowania nagrody pieniężnej dla zwycięzcy. W tej edycji drugi raz z rzędu triumfowało Wojas Podhale. Za zwycięstwo klub otrzymał czek w wysokości 30 tysięcy złotych od organizatora turnieju finałowego Zakładów Chemicznych Dwory S.A.. W 2005 roku podobnie jak w roku ubiegłym zdobywca Pucharu Polski otrzymał 30 tysięcy złotych. Trofeum wygrała drużyna TKH ThyssenKrupp Energostal Toruń, która należne pieniądze otrzymała od organizatora firmy Wojas S.A. z dużym opóźnieniem. W 2006 roku turniej finałowy Pucharu Polski odbył się w Toruniu. Zwyciężyła w nim po raz drugi w historii drużyna GKS Tychy. Tyszanie za zwycięstwo otrzymali czek na 30 tysięcy złotych. Finał dziesiątej edycji rozegrano w Tychach. Prezydent miasta gospodarza turnieju Andrzej Dziuba ufundował dla zdobywcy trofeum najwyższą w ówczesnych edycjach nagrodę w wysokości 50 tysięcy złotych. Po trzeci w historii puchar i czek sięgnęła drużyna gospodarzy GKS Tychy. W 2008 roku nagrody samodzielnie sfinansował PZHL, a ich łączna pula wynosiła 55 tysięcy złotych. Po raz pierwszy nagrodzeni zostali półfinaliści turnieju i otrzymali po 5 tysięcy złotych. Stoczniowiec Gdańsk, który przegrał mecz finałowy otrzymał 15 tysięcy złotych. Turniej w Gdańsku wygrała trzeci raz z rzędu drużyna GKS Tychy, która otrzymała od organizatorów w nagrodę czek na 30 tysięcy złotych oraz puchar na własność. Nagrodę finansową w wysokości 150 tysięcy złotych ufundowały władze miasta Tychy oraz sponsorzy drużyny. Łącznie klub za zdobyciu pucharu otrzymał 180 tysięcy złotych.
W 2009 roku turniej o Puchar Polski odbył się w Tychach, a kluby rywalizowały o nowe trofeum. Patronat nad turniejem po raz drugi w historii objął prezydent miasta Tychy Andrzej Dziuba, który wręczył zwycięzcy GKS Tychy czek na kwotę 50 tysięcy złotych, natomiast nagrody dla finalisty 15 tysięcy złotych oraz dla półfinalistów po 5 tysięcy złotych ufundował PZHL. W trzynastej edycji rozgrywek turniej finałowy odbył się w Oświęcimiu. Sponsorem nagród była firma Aksam. Zwyciężył zespół Ciarko KH Sanok, który otrzymał czek na 60 tysięcy złotych. Dla finalisty przewidziano premię w wysokości 25 tysięcy złotych, zaś dla drużyn przegranych w półfinale po 5 tysięcy złotych. W turnieju rozegranym w 2011 roku łączna pula przeznaczona na nagrody wyniosła 120 tysięcy złotych i była najwyższa w historii rozgrywek Pucharu Polski. Zwycięzca turnieju Ciarko PBS Bank KH Sanok otrzymał z rąk organizatora nagrodę pieniężną w wysokości 90 tysięcy złotych, a finalista Unia Oświęcim 20 tysięcy złotych, natomiast przegrani półfinaliści Cracovia i JKH Jastrzębie po 5 tysięcy złotych.

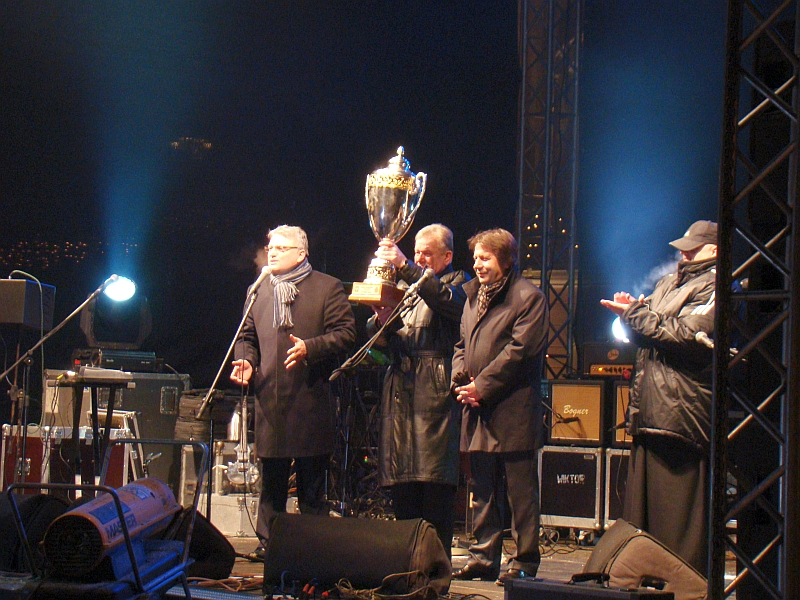
Prezes Ciarko KH Sanok Piotr Krysiak (drugi z prawej) z nowym trofeum Pucharu Polski zdobytym w 2011 roku

Turniej Pucharu Polski w 2012 roku odbył się drugi raz z rzędu w Sanoku. Organizatorzy na nagrody pieniężne przeznaczyli łączną pulę 91 tysięcy złotych (66 tysięcy firma Ciarko oraz Bank BPS, a 25 tysięcy PZHL). Zwycięzca JKH GKS Jastrzębie otrzymał 75 tysięcy złotych w tym 50 tysięcy od organizatorów i 25 tysięcy od PZHL). Puchar wręczył prezes PZHL Piotr Hałasik. Finalista Ciarko PBS Bank KH Sanok otrzymał 10 tysięcy złotych, a drużyny, które przegrały mecze półfinałowe po 3 tysiące złotych. W 2013 roku trzeci raz z rzędu turniej został rozegrany w Sanoku. Organizatorem był klub Ciarko PBS Bank KH Sanok, który dla drużyn uczestniczących w turnieju przeznaczył łączną sumę nagród pieniężnych wynoszącą 66 tysięcy złotych. Puchar Polski po raz pierwszy zdobyła drużyna ComArch Cracovii, która otrzymała 40 tysięcy złotych. Pieniądze miały zostać przesłane na konto zwycięzcy za pośrednictwem PZHL, jednak Cracovia ich nie otrzymała w ustalonym terminie. Finaliście Ciarko PBS Bank KH Sanok przypadło 20 tysięcy złotych, natomiast półfinaliści otrzymali po 3 tysiące złotych. W turniejach z 2014 i 2015 roku nagród finansowych nie przyznano ze względu na pokrycie kosztów organizacji turnieju przez Polską Hokej Ligę – organizatora Pucharu Polski. Nie przyznawano również wyróżnień indywidualnych dla najlepszych zawodników turnieju. Również w edycjach z 2016 i 2017 roku nie przygotowano nagród finansowych oraz wyróżnień indywidualnych.

### Wyróżnienia indywidualne

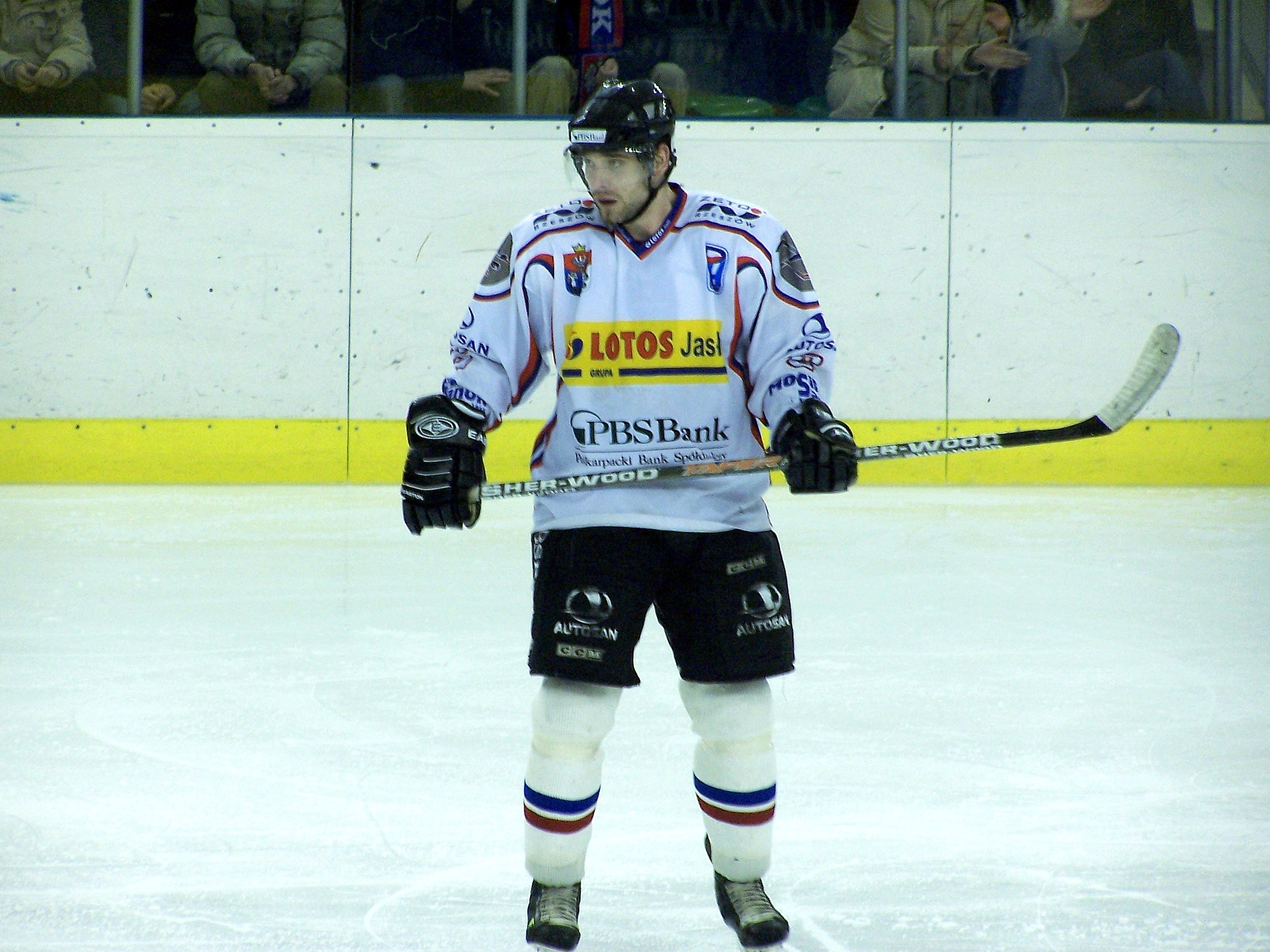
Słowak Miroslav Zaťko w 2010 i 2011 roku został wybrany najlepszym obrońcą turnieju Pucharu Polski

Nagrody indywidualne dla Najbardziej Wartościowych Zawodników (MVP) po raz pierwszy przydzielono w 12. edycji Pucharu Polski w 2009 roku. Wyróżnienia przyznawane są w trzech kategoriach: najlepszy bramkarz, najlepszy obrońca oraz najlepszy napastnik turnieju. Ponadto po każdym spotkaniu półfinałowym i finałowym wybierani są najlepsi gracze meczu po jednym z każdej drużyny. W 2009 roku najlepszymi zawodnikami turnieju wybrani zostali w kategorii najlepszy bramkarz Michał Elżbieciak z Naprzodu Janów oraz dwaj hokeiści GKS Tychy Łukasz Sokół jako najlepszy obrońca oraz Ladislav Paciga, którego uznano najlepszym napastnikiem oraz dodatkowo MVP całego turnieju. W 2010 roku wyróżnieni zostali bramkarz Ciarko KH Sanok Michał Plaskiewicz, obrońca Aksam Unii Oświęcim Miroslav Zaťko oraz napastnik Marcin Jaros również gracz Aksam Unii. Nagrody wręczył Karol Strasburger. W 2011 roku oprócz graczy MVP po każdym z meczów turnieju finałowego wybierano również zawodnika spotkania. W meczach półfinałowych najlepszymi graczami swoich drużyn byli Kamil Kosowski z JKH GKS Jasrzębie, Krzysztof Zborowski z Aksam Unia Oświęcim, Pavel Mojžíš z Ciarko PBS Bank KH Sanok oraz Leszek Laszkiewicz z MKS ComArch Cracovia. Najlepszymi zawodnikami finału wybrani zostali Ivo Kotaška z Ciarko PBS Bank KH Sanok i Radek Procházka z Aksam Unii. Wszyscy otrzymali nagrodę w kwocie około 1 tysiąca złotych, natomiast Najbardziej Wartościowi Zawodnicy całego turnieju otrzymali po około 3,5 tysiąca złotych. Zostali nimi bramkarz  Przemysław Odrobny z Ciarko PBS Bank KH Sanok, obrońca Miroslav Zaťko z Aksam Unii i napastnik Radek Procházka, również gracz Unii. Ponadto wszyscy wyróżnieni hokeiści otrzymali od sponsora turnieju firmy Bisset szwajcarskie zegarki.
Podobnie jak w roku ubiegłym również na turnieju rozgrywanym w 2012 roku w Sanoku nagrody indywidualne otrzymali hokeiści wybrani w każdym meczu graczami spotkania oraz najlepsi zawodnicy turnieju. W spotkaniach półfinałowych najlepszymi okazali się czterej napastnicy Richard Král z JKH GKS Jasrzębie, Mikołaj Łopuski z GKS Tychy, Peter Bartoš z Ciarko PBS Bank KH Sanok i Aron Chmielewski z MKS ComArch Cracovia, natomiast w spotkaniu finałowym wyróżnieni zostali Tomasz Malasiński z Ciarko PBS Bank KH Sanok oraz
Radek Procházka z Aksam Unii Oświęcim. Najlepszym bramkarzem turnieju został wybrany gracz JKH Kamil Kosowski, obrońcą zawodnik KH Sanok Pavel Mojžíš, a napastnikiem Richard Král z JKH. Wszyscy zostali nagrodzeni szwajcarskimi zegarkami ufundowanymi przez ich producenta i sponsora turnieju firmę Bisset. W 2013 roku w meczach półfinałowych wyróżnieni zostali Maciej Kruczek z 1928 KTH Krynica, Martin Vozdecký z Ciarko PBS Bank KH Sanok, Kacper Guzik z GKS Tychy i Rafał Radziszewski z MKS ComArch Cracovia. W finale najlepszymi graczami obu drużyn zostali Michał Piotrowski z MKS ComArch Cracovia oraz Petr Šinágl z Ciarko PBS Bank KH Sanok. Hokeistami MVP turnieju wybrani zostali dwaj gracze triumfatora rozgrywek MKS ComArch Cracovia bramkarz Rafał Radziszewski oraz obrońca Adrian Kowalówka. Nagrodę najlepszego napastnika turnieju otrzymał zawodnik Ciarko PBS Bank KH Sanok Martin Vozdecký. Sponsor turnieju firma Bisset nagrodziła wyróżnionych zawodników szwajcarskimi zegarkami. W 2014 roku nie wybierano najlepszych graczy turnieju, natomiast nagrodzono zawodników wybranych w meczach półfinałowych i finale. Byli to bramkarze Bryan Pitton z Ciarko PBS Bank KH Sanok oraz Rafał Radziszewski z MKS ComArch Cracovia oraz napastnicy Leszek Laszkiewicz z JKH GKS Jasrzębie i Adam Bagiński z GKS Tychy. W meczu finałowym najlepsi okazali się rosyjski napastnik Maksim Kartoszkin z GKS Tychy i słowacki obrońca Miroslav Zaťko z Ciarko PBS Bank KH Sanok. Wymienieni gracze otrzymali zegarki szwajcarskie od firmy Bisset. Podobnie jak przed rokiem również w edycji z 2015 roku nie wybierano zawodników MVP turnieju. Wyróżnieni jednak zostali najlepsi gracze półfinałów i finału. Po raz trzeci w karierze wybrany został Rafał Radziszewski z MKS ComArch Cracovia. W tym gronie znaleźli się również Kamil Górny z JKH GKS Jasrzębie, Patryk Wronka z TatrySki Podhale Nowy Targ oraz Mikołaj Łopuski z GKS Tychy. W finale nagrodzeni zostali Krzysztof Zapała z TatrySki Podhale Nowy Targ oraz Mateusz Rompkowski z MKS ComArch Cracovia. Wszyscy hokeiści otrzymali od sponsora Pucharu Polski firmy Bisset szwajcarskie zegarki.
| Edycja | Najlepszy bramkarz                            | Najlepszy obrońca                     | Najlepszy napastnik                      | Najlepszy gracz meczu |
| ------ | --------------------------------------------- | ------------------------------------- | ---------------------------------------- | --- |
| 2009   | Michał Elżbieciak (Akuna Naprzód Janów)       | Łukasz Sokół (GKS Tychy)              | Ladislav Paciga (GKS Tychy)              | Nie przyznano |
| 2010   | Michał Plaskiewicz (Ciarko KH Sanok)          | Miroslav Zaťko (Aksam Unia Oświęcim)  | Marcin Jaros (Aksam Unia Oświęcim)       | Nie przyznano |
| 2011   | Przemysław Odrobny (Ciarko PBS Bank KH Sanok) | Miroslav Zaťko (Aksam Unia Oświęcim)  | Radek Procházka (Aksam Unia Oświęcim)    | Półfinały Kamil Kosowski (JKH GKS Jasrzębie) Krzysztof Zborowski (Aksam Unia Oświęcim) Pavel Mojžíš (Ciarko PBS Bank KH Sanok) Leszek Laszkiewicz MKS ComArch Cracovia Finał Ivo Kotaška Ciarko PBS Bank KH Sanok Radek Procházka (Aksam Unia Oświęcim)  |
| 2012   | Kamil Kosowski JKH GKS Jasrzębie              | Pavel Mojžíš Ciarko PBS Bank KH Sanok | Richard Král JKH GKS Jasrzębie           | Półfinały Richard Král JKH GKS Jasrzębie Mikołaj Łopuski GKS Tychy Peter Bartoš Ciarko PBS Bank KH Sanok Aron Chmielewski MKS ComArch Cracovia Finał Tomasz Malasiński Ciarko PBS Bank KH Sanok Radek Procházka Aksam Unia Oświęcim                      |
| 2013   | Rafał Radziszewski MKS ComArch Cracovia       | Adrian Kowalówka MKS ComArch Cracovia | Martin Vozdecký Ciarko PBS Bank KH Sanok | Półfinały Maciej Kruczek 1928 KTH Krynica Martin Vozdecký Ciarko PBS Bank KH Sanok Kacper Guzik GKS Tychy Rafał Radziszewski MKS ComArch Cracovia Finał Michał Piotrowski MKS ComArch Cracovia Petr Šinágl Ciarko PBS Bank KH Sanok                      |
| 2014   | Nie przyznano                                 | Nie przyznano                         | Nie przyznano                            | Półfinały Bryan Pitton Ciarko PBS Bank KH Sanok Rafał Radziszewski MKS ComArch Cracovia Leszek Laszkiewicz JKH GKS Jasrzębie Adam Bagiński GKS Tychy Finał Maksim Kartoszkin GKS Tychy Miroslav Zaťko Ciarko PBS Bank KH Sanok                           |
| 2015   | Nie przyznano                                 | Nie przyznano                         | Nie przyznano                            | Półfinały Rafał Radziszewski (MKS ComArch Cracovia) Kamil Górny (JKH GKS Jasrzębie) Patryk Wronka (TatrySki Podhale Nowy Targ) Mikołaj Łopuski (GKS Tychy) Finał Krzysztof Zapała (TatrySki Podhale Nowy Targ) Mateusz Rompkowski (MKS ComArch Cracovia) |
| 2016   | Nie przyznano                                 | Nie przyznano                         | Nie przyznano                            | Półfinały Bartłomiej Pociecha (GKS Tychy) Łukasz Krzemień (Tempish Polonia Bytom) Patrik Svitana (MKS ComArch Cracovia) Joni Haverinen (TatrySki Podhale Nowy Trag) Finał Rafał Radziszewski (MKS ComArch Cracovia) Kamil Kosowski (GKS Tychy)           |
| 2017   | Nie przyznano                                 | Nie przyznano                         | Nie przyznano                            | Półfinały Finał |
| 2018   | Nie przyznano                                 | Nie przyznano                         | Nie przyznano                            | Półfinały Finał |

## Media i transmisje

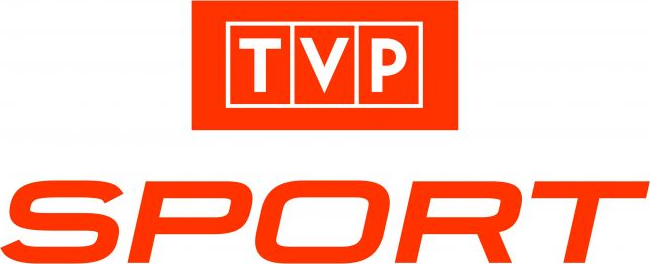
Stacja TVP Sport transmituje spotkania Pucharu Polski od 2006 roku

Pierwsza transmisja telewizyjna ze spotkań Pucharu Polski miała miejsce w 2003 roku. Mecz finałowy pomiędzy Wojasem Podhale Nowy Targ, a TKH Toruń transmitowała wówczas stacja Polsat Sport. W 2004 roku drugą i trzecią tercję meczu finałowego relacjonowała TV 3. Spotkanie rozpoczęło się o godz. 18:00, a transmisja o 18.30. W 2005 roku finałowe spotkanie pokazała stacja TVP3.
W 2006 roku PZHL rozpoczął współpracę z nowo powstałym kanałem sportowym TVP Sport. Po raz pierwszy stacja przeprowadziła relację ze spotkań Pucharu Polski w 2006 roku. Transmitowała mecz finałowy pomiędzy TKH Toruń, a GKS Tychy. Oprócz transmisji telewizyjnej odbyła się również relacja internetowa na platformie itvp.pl. W kolejnych dwóch latach na antenie TVP Sport transmitowane były mecze półfinałowe i finał Pucharu Polski. W 2009 roku przeprowadzono tylko jedną transmisję ze spotkania finałowego pomiędzy GKS Tychy i Naprzodem Janów. Mecz współkomentował wówczas Mariusz Czerkawski. W 2010 roku TVP Sport transmitowała obydwa spotkania półfinałowe oraz finał rozgrywek. W 2011 roku podobnie jak dwa lata wcześniej stacja transmitowała tylko spotkanie finałowe.
W 2012 roku telewizja internetowa MalopolskaTV transmitowała pierwsze spotkanie ćwierćfinałowe pomiędzy Aksam Unią Oświęcim a GKS-em Tychy. Ta sama stacja relacjonowała również rewanżowy mecz ćwierćfinałowy pomiędzy ComArch Cracovią a HC GKS Katowice. TVP Sport natomiast przeprowadziła transmisję ze spotkań półfinałowych i finału. Półfinałowy mecz pomiędzy GKS Tychy i JKH GKS Jastrzębie przed telewizorami oglądało ok. 30 tysięcy widzów. Drugi półfinał ComArch Cracovia z Ciarko PBS Bank KH Sanok oglądało ponad 50 tysięcy widzów. Spotkanie finałowe z kolei obejrzało ponad 65 tysięcy kibiców. W 2013 roku TVP Sport ponownie przeprowadziła trzy transmisje z turnieju finałowego. W 17. edycji Pucharu Polski w 2014 roku TVP Sport relacjonowała na żywo spotkania półfinałowe oraz finał. W 2015 roku mecze turnieju finałowego Pucharu Polski na żywo pokazywała stacja telewizyjna TVP Sport i internetowa sport.tvp.pl. Spotkania komentował Stanisław Snopek wspólnie z jednym z zaproszonych ekspertów. W edycji z 2016 roku mecze turnieju finałowego transmitowała stacja TVP Sport i sport.tvp.pl. Wszystkie spotkania komentował Jacek Laskowski. W półfinałach wspólnie z Romanem Stebleckim, a finał z Gabrielem Samolejem. Turniej finałowy w 2017 roku również transmitowała stacja telewizyjna TVP Sport i internetowa sport.tvp.pl. Mecze półfinałowe i finał komentowali Stanisław Snopek i Wojciech Tkacz.
Od 2006 do 2016 roku stacja TVP Sport transmitowała 27 spotkań z rozgrywek Pucharu Polski. W tym okresie kibice zobaczyli wszystkie mecze finałowe oraz półfinałowe z wyjątkiem edycji z 2006, 2009 i 2011 roku.

## Hale i frekwencja

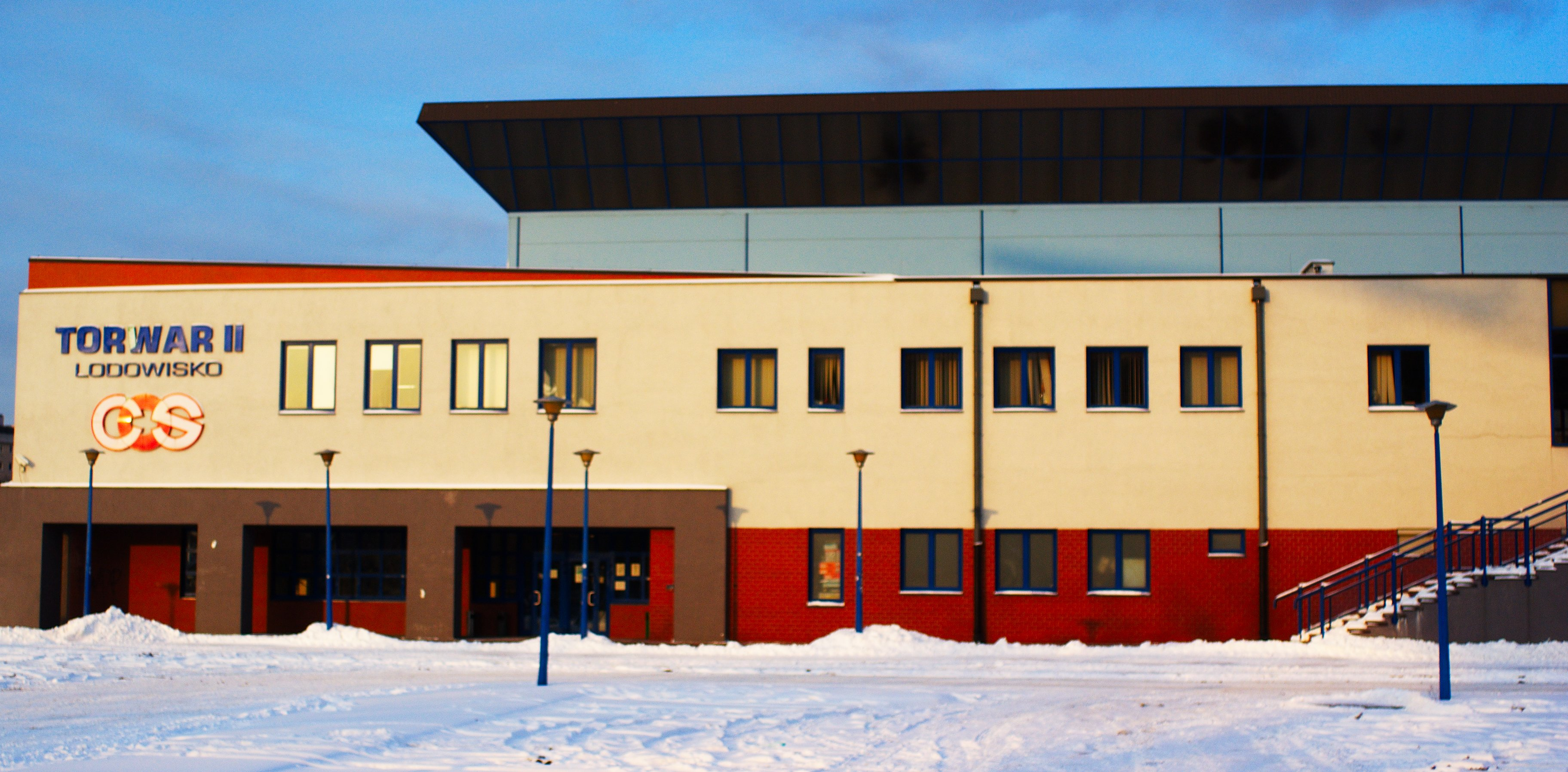
Hala Torwar II, w której odbyły się mecze finałowe Pucharu Polski w 2002, 2003 i 2004 roku

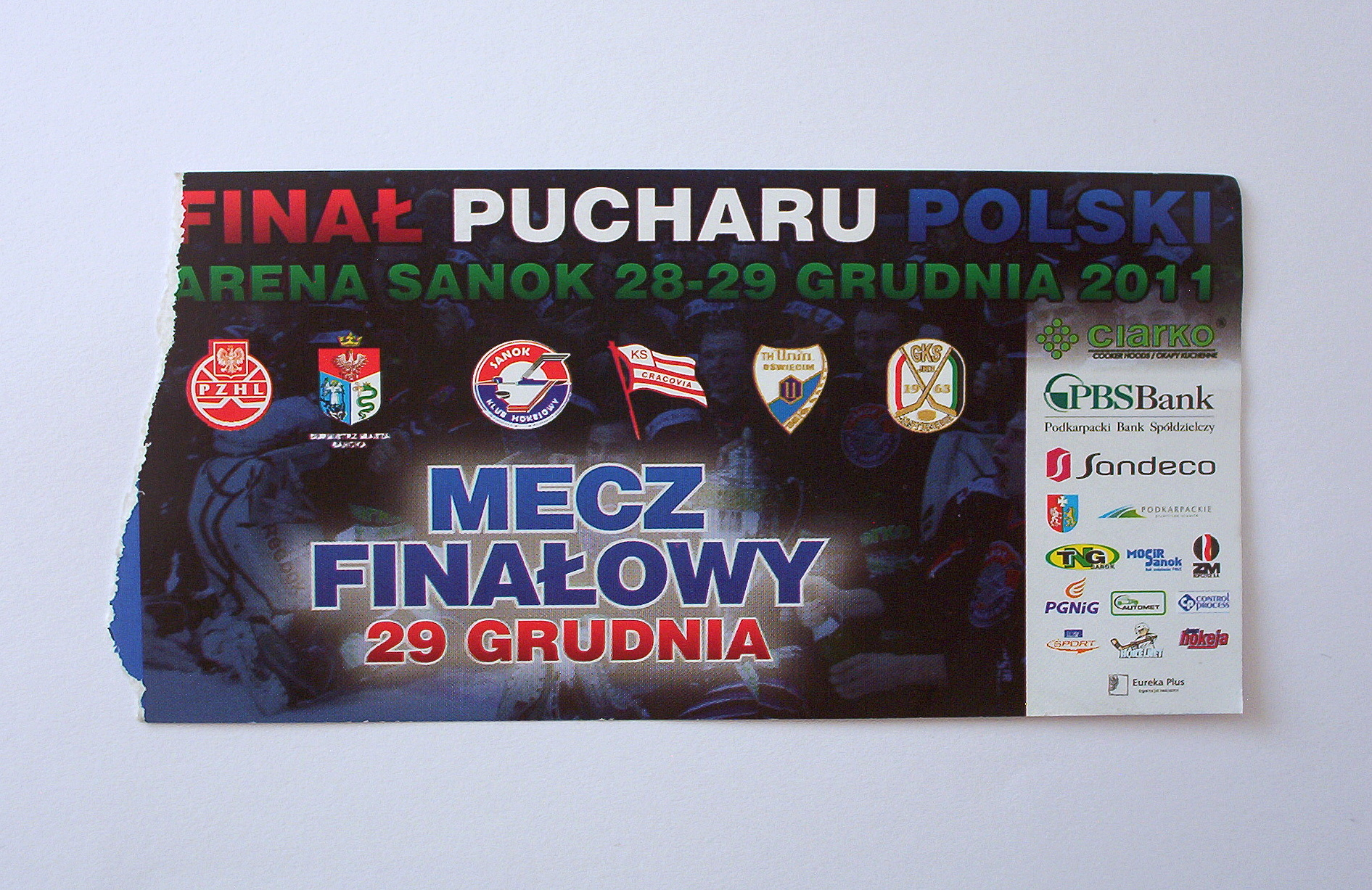
Bilet na finał edycji PP 2011 w Sanoku

Finał pierwszego Pucharu Polski odbył się w Katowicach w hali Jantor. Spotkanie oglądało na żywo 3500 kibiców. W roku następnym finaliści jedyny raz w historii rozgrywali finałowy dwumecz. Spotkania odbyły się w hali Torkat oraz Hali Baildon w Katowicach. W 2000 roku finał Pucharu Polski rozegrano w Hali widowiskowo-sportowej w Krynicy. Spotkanie na żywo oglądało 1500 kibiców. W 2001 roku gospodarzem finału było miasto Tychy. W meczu rozegranym na Stadionie Zimowym triumfowali gospodarze, a spotkanie oglądało 3000 kibiców. Trzy kolejne spotkania finałowe odbyły się w Warszawie na lodowisku Torwar II, którego pojemność wynosiła 650 miejsc siedzących. Finałowe spotkanie w 2002 roku obejrzało 900 kibiców, a pojedynczy bilet na mecz kosztował 10 zł. PZHL na to spotkanie wysłał 300 zaproszeń, a do sprzedaży trafiło 400 biletów. W 2003 roku mecz finałowy pomiędzy Stoczniowcem Gdańsk, a Dworami Unią Oświęcim w hali Torwar II oglądało 500 kibiców. W 2004 roku spotkanie finałowe pomiędzy Wojasem Podhale Nowy Targ, a Dworami Unią Oświęcim oglądał nadkomplet publiczności. Do hali przybyło 800 kibiców. W 2005 roku turniej finałowy odbył się w Nowym Targu w Miejskiej Hali Lodowej. Bilety normalne na spotkania półfinałowe kosztowały 15 zł, ulgowe 9 zł. Z kolei za obejrzenie spotkania finałowego trzeba było zapłacić 20 zł za bilet normalny i 12 zł za ulgowy. Karnet na wszystkie mecze kosztował 30 zł. Spotkanie półfinałowe pomiędzy Wojasem Podhale, a Stoczniowcem oglądało 800 widzów. Mecz finałowy na trybuny przyciągnął 1600 kibiców. W 2006 roku turniej finałowy odbył się w Toruniu na lodowisku Tor-Tor o pojemności 2997 miejsc siedzących. Na spotkania półfinałowe i finał bilety normalne kosztowały 13 zł, a ulgowe 7 zł.
W 2007 roku po raz drugi w historii finał został rozegrany w Tychach na stadionie zimowym. Mecze półfinałowe nie cieszyły się dużym zainteresowaniem. Spotkanie ComArch Cracovii z Zagłębiem Pol-Aqua Sosnowiec obejrzało 200 widzów, a drugi półfinał pomiędzy GKS Tychy i TKH Toruń 1000 kibiców. Finał rozegrany następnego dnia pomiędzy GKS, a Cracovią na żywo oglądało 1500 widzów. Bilet na pierwszy mecz półfinałowy Cracovii z Zagłębiem kosztował 3 zł, natomiast na drugie spotkanie i finał wejściówki kosztowały odpowiednio 12 zł za bilet normalny i 8 zł za ulgowy. Turniej finałowy Pucharu Polski w 2008 roku miał się pierwotnie odbyć w Tychach, ze względu jednak na remont hali PZHL przeniósł rywalizację do Hali Olivia w Gdańsku mogącej pomieścić 3867 widzów. Ceny biletów na wszystkie spotkania były takie same i wynosiły 12 zł. W 2009 roku decydujące mecze o Puchar Polski po raz trzeci zostały rozegrane na Stadionie Zimowym w Tychach. Spotkanie finałowe pomiędzy gospodarzami GKS Tychy, a MUKS Naprzodem Janów oglądało 3000 widzów. Ceny biletów na turnieje rozgrywane w Sanoku wynosiły: w 2011 – 5 zł i 10 zł za mecze półfinałowe oraz 15 zł i 10 zł za finał, w 2012 – 25 zł na każdy mecz, w 2013 – 15 zł za oba spotkania półfinałowe i 20 za finał.
Największa frekwencja na meczu Pucharu Polski miała miejsce w 2014 roku. Spotkanie półfinałowe pomiędzy Ciarko PBS Bank KH Sanok, a MKS ComArch Cracovią oglądało 12800 kibiców, co było rekordem na meczu hokeja na lodzie w Polsce. Bilety na turniej finałowy w Kraków Arenie kosztowały 10 i 15 zł. W turnieju rozgrywanym w Tychach w grudniu 2018 roku ceny biletów na spotkania półfinałowe kosztowały 20 zł za bilet normalny i 10 zł za ulgowy. Na spotkanie finałowe cena za bilet normalny wynosiła 40 zł, a za ulgowy 20 zł. Organizatorzy przygotowali również karnety na wszystkie trzy spotkania. Karnet normalny kosztował 45 zł, a ulgowy 25 zł.
| Sezon     | Miasto finału | Hala                                    | Pojemność hali | Liczba widzów w finale | Ceny biletów              | Łączna frekwencja w całym turnieju |
| --------- | ------------- | --------------------------------------- | -------------- | ---------------------- | ------------------------- | ---------------------------------- |
| 1968/1969 | Katowice      | Jantor                                  | ?              | 3500                   | ?                         | ?                                  |
| 1969/1970 | Katowice      | Torkat Hala Baildon                     | 6000 1500      | ?                      | ?                         | ?                                  |
| 2000      | Krynica       | Hala widowiskowo-sportowa               | 2635           | 1000                   | ?                         | ?                                  |
| 2001      | Tychy         | Stadion Zimowy                          | 2753           | 3000                   | ?                         | ?                                  |
| 2002      | Warszawa      | Torwar II                               | 650            | 900                    | 10 zł                     | ?                                  |
| 2003      | Warszawa      | Torwar II                               | 650            | 500                    | ?                         | ?                                  |
| 2004      | Warszawa      | Torwar II                               | 650            | 800                    | ?                         | ?                                  |
| 2005      | Nowy Targ     | Miejska Hala Lodowa                     | 2362           | 1600                   | 20 zł, 15 zł, 12 zł, 9 zł | ?                                  |
| 2006      | Toruń         | Tor-Tor                                 | 2997           | 500                    | 13 zł, 7 zł               | ?                                  |
| 2007      | Tychy         | Stadion Zimowy                          | 2753           | 1500                   | 12 zł, 8 zł, 3 zł         | ?                                  |
| 2008      | Gdańsk        | Hala Olivia                             | 3867           | 3500                   | 12 zł                     | 7000                               |
| 2009      | Tychy         | Stadion Zimowy                          | 2753           | 3000                   | ?                         | 6000                               |
| 2010      | Oświęcim      | Hala Lodowa MOSiR                       | 2686           | 3000                   | ?                         | 5000                               |
| 2011      | Sanok         | Arena Sanok                             | 3500           | 4500                   | 15 zł, 10 zł, 5 zł        | 10500                              |
| 2012      | Sanok         | Arena Sanok                             | 3500           | 3500                   | 25 zł                     | 8700                               |
| 2013      | Sanok         | Arena Sanok                             | 3500           | 3100                   | 20 zł, 15 zł              | 7600                               |
| 2014      | Kraków        | Kraków Arena                            | 15328          | 12800                  | 15 zł, 10 zł              | 30800                              |
| 2015      | Nowy Targ     | Miejska Hala Lodowa                     | 2362           | 3015                   | ?                         | 6330                               |
| 2016      | Nowy Targ     | Miejska Hala Lodowa                     | 2362           | 800                    | 20 zł, 10 zł              | 3200                               |
| 2017      | Kraków        | Lodowisko im. Adama „Rocha” Kowalskiego | 2514           | 2300                   | 15 zł, 10 zł              | 4600                               |
| 2018      | Tychy         | Stadion Zimowy                          | 2753           | 1500                   | 40 zł, 20 zł, 10 zł       | 4600                               |
| 2019      | Tychy         | Stadion Zimowy                          | 2753           | 2000                   | 45 zł, 25 zł, 15 zł       | 5100                               |
| 2020/2021 | Tychy         | Stadion Zimowy                          | 2753           | bez widzów             | –                         | –                                  |

## Zawodnicy uczestniczący w finałach
W tabeli ujęci zostali zawodnicy, którzy wystąpili w finale rozgrywek, a od 2005 roku także w turnieju finałowym.
| Rok       | Miejsce       | Zdobywca Pucharu Polski | Finalista Pucharu Polski |
| --------- | ------------- | --- | --- |
| 1968/1969 | Katowice      | Naprzód Janów Bramkarze: Obrońcy: Napastnicy: Trener: | Baildon Katowice Bramkarze: Obrońcy: Napastnicy: Trener: Emil Nikodemowicz |
| 1969/1970 | Katowice      | GKS Katowice Bramkarze: Andrzej Tkacz (w kadrze na sezon był też Piotr Białoń) Obrońcy: Maksymilian Lebek, Jerzy Olesiński, Piotr Przyklenk, Henryk Reguła, Zygmunt Stalmach Napastnicy: Mirosław Brzoza, Andrzej Fonfara, Waldemar Gabriel, Eugeniusz Kaczmarek, Tadeusz Malicki, Ryszard Piechuta, Antoni Siemiński, Jan Wróbel Trener: Walentin Bystrow | Baildon Katowice Bramkarze: (w kadrze na sezon byli: Andrzej Bala, Krystian Hampel) Obrońcy: Manfred Prudło (w kadrze na sezon byli: Bronisław Chyski, Robert Góralczyk, Bogusław Malinowski, Gerard Langner) Napastnicy: Feliks Góralczyk, Karol Żurek (w kadrze na sezon byli: Robert Bolbotowski, Reinhold Fibic, Bronisław Garbocz, Bogdan Kondziołka, Eugeniusz Mateja, Roman Mateja, Tadeusz Obłój, Jan Siedek, Henryk Święty Trener: Emil Nikodemowicz                                |
| 2000      | Krynica-Zdrój | Dwory Unia Oświęcim Bramkarze: Jaroslav Brňo Obrońcy: Miroslav Číhal, Sebastian Gonera, Jarosław Kłys, Witold Magiera, Tomasz Piątek, Jacek Zamojski Napastnicy: Michał Garbocz, Karel Horný, Ireneusz Jarosz, Waldemar Klisiak, Leszek Laszkiewicz, Artur Malicki, Roman Mucha, Adrian Parzyszek, Mariusz Puzio, Miłosz Ryczko, Sławomir Wieloch, Mariusz Wojciechowski Trener: Pavel Soudský                                                                                   | Tymbark Podhale Nowy Targ Bramkarze: Marek Rączka Obrońcy: Paweł Gil, Piotr Gil, Andrzej Gretka, Sebastian Łabuz, Oktawiusz Marcińczak, Bartłomiej Piotrowski, Sebastian Smreczyński, Rafał Sroka Napastnicy: Sebastian Biela, Dariusz Łyszczarczyk, Wojciech Słowakiewicz, Łukasz Gil, Tomasz Koszarek, Mateusz Malinowski, Michał Piotrowski, Tomasz Podlipni, Łukasz Rusinowicz, Robert Smreczyński, Zdzisław Zaręba, Krzysztof Zapała Trener: Andrzej Słowakiewicz                       |
| 2001      | Tychy         | GKS Tychy Bramkarze: Mariusz Kieca Obrońcy: Andrzej Gretka, Krzys. Majkowski, Łukasz Mejka, Andrzej Schubert, Wojciech Sosiński, Krzysztof Śmiełowski (C), Mariusz Trzópek, Tomáš Zeman Napastnicy: Mirosław Copija, Marcin Ćwikła, Tomasz Demkowicz, Janusz Gurazda, Karel Horný, Wojciech Majkowski, Damian Słaboń, Jaroslav Smolík, Artur Ślusarczyk Trener: Rudolf Roháček                                                                                                   | GKS Katowice Bramkarze: Jacek Zając Obrońcy: Piotr Gil, Milan Karlíček, Sebastian Łabuz, Pavel Mareček, Czesław Niedźwiedź, Marek Szymański, Pavel Urban Napastnicy: Dušan Adamčík, Janusz Hajnos, Tomasz Jóźwik, Marek Koszowski, Zbigniew Podlipni, Marcin Słodczyk, Marek Stebnicki, Wojciech Tkacz, Tomasz Wołkowicz Trener: Jan Novotný |
| 2002      | Warszawa      | Dwory Unia Oświęcim Bramkarze: Tomasz Jaworski Obrońcy: Piotr Cinalski, Mariusz Dulęba, Sebastian Gonera, Jerzy Gabryś, Jarosław Kłys, Marcin Kozak, Jacek Zamojski Napastnicy: Mariusz Jakubik, Marcin Jaros, Roman Kelner, Waldemar Klisiak, Leszek Laszkiewicz, Adrian Parzyszek, Mariusz Puzio, Petr Rozum, Dalibor Řimský, Marek Stebnicki, Wojciech Wojtarowicz Trener: Karel Suchánek                                                                                     | GKS Stoczniowiec Gdańsk Bramkarze: Paweł Jakubowski Obrońcy: Sebastian Bukowski, Rafał Cychowski, Robert Fraszko, Bartosz Leśniak, Łukasz Sokół, Bartłomiej Wróbel Napastnicy: Adam Bagiński, Robert Błażowski, Adam Fraszko, Wojciech Jankowski, Zdeněk Jurásek, Mariusz Justka, Marek Moskal, Aleksander Myszka, Andrej Raszczynski, Michał Smeja, Soliński, Zalewski Trener: Marian Pysz                                                                                                  |
| 2003      | Warszawa      | Wojas Podhale Nowy Targ Bramkarze: Rafał Radziszewski Obrońcy: Piotr Gil, Sebastian Łabuz, Bartłomiej Piotrowski, Rafał Sroka, Pavel Urban, Łukasz Wilczek Napastnicy: Milan Baranyk, Sebastian Biela, Marcin Ćwikła, Patrik Moskal, Zbigniew Podlipni, Michał Radwański, Jarosław Różański, Martin Voznik, Krzysztof Zapała Trener: Andrzej Słowakiewicz | TKH Nesta Toruń Bramkarze: Łukasz Kiedewicz Obrońcy: Dariusz Chrząstek, Bartosz Dąbkowski, Aleksandr Gromow, Piotr Korczak, Aleksiej Pieczonkin, Karol Piotrowski Napastnicy: Przemysław Bomastek, Łukasz Chrzanowski, Jarosław Dołęga, Bartosz Orzeł, Sławomir Kiedewicz, Tomasz Nikiel, Tomasz Proszkiewicz, Robert Suchomski, Wojciech Wojtarowicz Trener: Bogdan Wawrzyński |
| 2004      | Warszawa      | Wojas Podhale Nowy Targ Bramkarze: Marek Batkiewicz Obrońcy: Igor Bobček, Piotr Gil, Sebastian Łabuz, Bartłomiej Piotrowski, Rafał Sroka, Łukasz Wilczek Napastnicy: Sebastian Biela, Miroslav Fišer, Janusz Hajnos, Marcin Kolusz, Martin Kotásek, Dariusz Łyszczarczyk, Michał Radwański, Zbigniew Podlipni, Jarosław Różański Trener: Andrzej Słowakiewicz | Dwory Unia Oświęcim Bramkarze: Tomasz Jaworski Obrońcy: Mariusz Dulęba, Jerzy Gabryś, Jarosław Kłys, Marcin Kozak, Aleksandr Miedwiediew, Grzegorz Piekarski, Jacek Zamojski Napastnicy: Mariusz Jakubik, Marcin Jaros, Waldemar Klisiak, Jewhen Młynczenko, Miłosz Ryczko, Wojciech Stachura, Marek Stebnicki, Mariusz Puzio, Jakub Radwan, Wojciech Wojtarowicz Trener: Andriej Sidorienko                                                                                                 |
| 2005      | Nowy Targ     | TKH ThyssenKrupp Energostal Toruń Bramkarze: Tomasz Wawrzkiewicz Obrońcy: Piotr Cinalski, Bartosz Dąbkowski, Robert Fraszko, Piotr Korczak, Piotr Koseda, Karol Piotrowski, Łukasz Sokół Napastnicy: Przemysław Bomastek, Łukasz Chrzanowski, Jarosław Dołęga, Jacek Dzięgiel, Milan Furo, Sławomir Kiedewicz, Daniel Laszkiewicz, Arkadiusz Marmurowcz, Michal Mravec, Aleksander Myszka, Vadims Romanovskis, Robert Suchomski, Mateusz Wiśniewski Trener: Jarosław Morawiecki  | Wojas Podhale Nowy Targ Bramkarze: Tomasz Rajski Obrońcy: Piotr Gil, Tomáš Jakeš, Sebastian Łabuz, Rafał Sroka, Łukasz Wilczek, Jacek Zamojski Napastnicy: Sebastian Biela, Marcin Ćwikła, Janusz Hajnos, Marián Kacíř, Marcin Kolusz, Dariusz Łyszczarczyk, Mateusz Malinowski, Patrik Moskal, Zbigniew Podlipni, Jarosław Różański, Michał Zubek, Krzysztof Zapała Trener: Lubomir Rohačik                                                                                                 |
| 2006      | Toruń         | GKS Tychy Bramkarze: Arkadiusz Sobecki, Michał Elżbieciak, Marek Goj Obrońcy: Rafał Cychowski, Sebastian Gonera, Andrzej Gretka, Artur Gwiżdż, Jarosław Kuc, Krzysztof Majkowski, Łukasz Mejka, Krzysztof Śmiełowski Napastnicy: Adam Bagiński, Michal Belica, Bartłomiej Gawlina, Marcin Frączek, Mariusz Jakubik, Mariusz Justka, Bartosz Matczak, Adrian Parzyszek, Piotr Sarnik, Artur Ślusarczyk, Tomasz Wołkowicz, Michał Woźnica Trener: Wojciech Matczak                 | GKS Energa Stoczniowiec Gdańsk Bramkarze: Przemysław Odrobny, Paweł Jakubowski, Sylwester Soliński Obrońcy: Paweł Benasiewicz, Bartosz Leśniak, Kostiantyn Riabenko, Mateusz Rompkowski, Paweł Skrzypkowski, Michał Smeja, Bartłomiej Wróbel Napastnicy: Filip Drzewiecki, Alexander Hult, Peter Hurtaj, Wojciech Jankowski, Zdeněk Jurásek, Artur Kostecki, Piotr Poziomkowski, Jarosław Rzeszutko, Roman Škutchan, Maciej Urbanowicz, Łukasz Zachariasz Trener: Henryk Zabrocki            |
| 2007      | Tychy         | GKS Tychy Bramkarze: Arkadiusz Sobecki Obrońcy: Sebastian Gonera, Tomáš Jakeš, Michał Kotlorz, Krzysztof Majkowski, Łukasz Sokół, Krzysztof Śmiełowski Napastnicy: Robin Bacul, Adam Bagiński, Michał Garbocz, Bartłomiej Gawlina, Mariusz Jakubik, Mariusz Justka, Sławomir Krzak, Adrian Parzyszek, Tomasz Proszkiewicz, Piotr Sarnik, Tomasz Wołkowicz, Michał Woźnica Trener: Wojciech Matczak                                                                               | MKS ComArch Cracovia Bramkarze: Rafał Radziszewski Obrońcy: Marian Csorich, Aleš Černý, Mariusz Dulęba, Jarosław Kłys, Jarosław Kuc, Tomasz Landowski, Oktawiusz Marcińczak, Patryk Noworyta, Sebastian Witowski Napastnicy: Marek Badžo, Marcin Cieślak, Mateusz Dubel, Filip Drzewiecki, Roman Hlouch, Sebastian Kowalówka, Leszek Laszkiewicz, Grzegorz Pasiut, Michał Piotrowski, Dmitrij Spirin, Stanisław Urban Trener: Rudolf Roháček                                                 |
| 2008      | Gdańsk        | GKS Tychy Bramkarze: Arkadiusz Sobecki Obrońcy: Sebastian Gonera, Artur Gwiżdż, Michał Kotlorz, Krzysztof Majkowski, Łukasz Mejka, Krzysztof Śmiełowski Napastnicy: Robin Bacul, Adam Bagiński, Paweł Banachewicz, Michał Garbocz, Mariusz Jakubik, Sławomir Krzak, Tomasz Maćkowiak, Ladislav Paciga, Tomasz Proszkiewicz, Piotr Sarnik, Tomasz Wołkowicz, Michał Woźnica Trener:                                                                                               | Energa Stoczniowiec Gdańsk Bramkarze: Przemysław Odrobny Obrońcy: Paweł Benasiewicz, Tobiasz Bigos, Artur Kostecki, Bartosz Leśniak, Dawid Maj, Mateusz Rompkowski, Michał Smeja, Bartłomiej Wróbel Napastnicy: Milan Furo, Peter Hurtaj, Wojciech Jankowski, Marcin Kabat, Mikołaj Łopuski, Piotr Poziomkowski, Jarosław Rzeszutko, Paweł Skrzypkowski, Mateusz Strużyk, Maciej Urbanowicz, Łukasz Zachariasz, Tomasz Ziółkowski Trener: Henryk Zabrocki                                    |
| 2009      | Tychy         | GKS Tychy Bramkarze: Arkadiusz Sobecki, Przemysław Witek Obrońcy: Sebastian Gonera, Tomáš Jakeš, Michał Kotlorz, Krzysztof Majkowski, Bartosz Matczak, Damian Matla, Łukasz Mejka, Łukasz Sokół, Krzysztof Śmiełowski Napastnicy: Robin Bacul, Adam Bagiński, Paweł Banachewicz, Radosław Galant, Michał Garbocz, Sławomir Krzak, Tomasz Maćkowiak, Ladislav Paciga, Adrian Parzyszek, Tomasz Proszkiewicz, Jakub Witecki, Tomasz Wołkowicz, Michał Woźnica Trener: Jan Vavrečka | Akuna Naprzód Janów Bramkarze: Michał Elżbieciak Obrońcy: Rafał Bernacki, Michał Działo, Andrzej Gretka, Artur Gwiżdż, Łukasz Kulik, Adrian Kurz, Mateusz Pawlak, Miroslav Zaťko Napastnicy: Łukasz Elżbieciak, Michał Gryc, Mariusz Jastrzębski, Tomasz Jóźwik, Viktor Kubenko, Libor Pavliš, Marek Pohl, Marcin Słodczyk, Dawid Słowakiewicz, Łukasz Sośnierz, Marek Sowiński Trener: Jaroslav Lehocký                                                                                     |
| 2010      | Oświęcim      | Ciarko KH Sanok Bramkarze: Michał Plaskiewicz, Marek Rączka Obrońcy: Roman Guričan, Martin Ivičič, Piotr Koseda, Zoltán Kubát, Dmitri Suur, Sebastian Owczarek, Bogusław Rąpała Napastnicy: Marcin Biały, Krystian Dziubiński, Dariusz Gruszka, Tomasz Malasiński, Maciej Mermer, Wojciech Milan, Piotr Poziomkowski, Michał Radwański, Dawid Słowakiewicz, Marek Strzyżowski, Martin Vozdecký, Mateusz Wilusz, Krzysztof Zapała Trener: Milan Jančuška                          | Aksam Unia Oświęcim Bramkarze: Przemysław Witek, Krzysztof Zborowski Obrońcy: Piotr Cinalski, Paweł Dronia, Patrik Flašar, Jerzy Gabryś, Adrian Kowalówka, Grzegorz Piekarski, Tomasz Połącarz, Miroslav Zaťko Napastnicy: Mariusz Jakubik, Marcin Jaros, Waldemar Klisiak, Marek Modrzejewski, Róbert Krajči, Damian Piotrowicz, Lukáš Říha, Łukasz Sękowski, Wojciech Stachura, Peter Tabaček, Petr Valušiak, Wojciech Wojtarowicz Trener: Ladislav Spišiak                                |
| 2011      | Sanok         | Ciarko PBS Bank KH Sanok Bramkarze: Przemysław Odrobny, Daniel Kachniarz Obrońcy: Paweł Dronia, Roman Guričan, Ivo Kotaška, Zoltán Kubát, Pavel Mojžíš, Bogusław Rąpała, Paweł Skrzypkowski Napastnicy: Marcin Biały, Krystian Dziubiński, Dariusz Gruszka, Sławomir Krzak, Tomasz Malasiński, Maciej Mermer, Wojciech Milan, Michał Radwański, Marek Strzyżowski, Josef Vítek, Martin Vozdecký, Krzysztof Zapała Trener: Marek Ziętara                                          | Aksam Unia Oświęcim Bramkarze: Krzysztof Zborowski, Przemysław Witek Obrońcy: Jerzy Gabryś, Tomasz Jurczak, Michał Kasperczyk, Patryk Noworyta, Grzegorz Piekarski, Tomasz Połącarz, Szymon Urbańczyk, Miroslav Zaťko Napastnicy: Mariusz Jakubik, Marcin Jaros, Sebastian Kowalówka, Róbert Krajči, Mikołaj Łopuski, Marek Modrzejewski, Radek Procházka, Lukáš Říha, Wojciech Stachura, Peter Tabaček, Petr Valušiak, Wojciech Wojtarowicz Trener: Charles Franzén                         |
| 2012      | Sanok         | JKH GKS Jastrzębie Bramkarze: Kamil Kosowski, Kamil Feć Obrońcy: Mateusz Bryk, Bartosz Dąbkowski, Kamil Górny, Adrian Labryga, Tomasz Pastryk, Mateusz Rompkowski, Miroslav Zaťko Napastnicy: Richard Bordowski, Mateusz Danieluk, Damian Kapica, Patryk Kogut, Richard Král, Szymon Marzec, Radek Procházka, Maciej Rompkowski, Błażej Salamon, Marcin Słodczyk, Maciej Sulka, Maciej Urbanowicz Trener: Jiří Režnar                                                            | Ciarko PBS Bank KH Sanok Bramkarze: Przemysław Odrobny, Daniel Kachniarz Obrońcy: Łukasz Bułanowski, Paweł Dronia, Ivo Kotaška, Zoltán Kubát, Pavel Mojžíš, Bartłomiej Pociecha, Bogusław Rąpała, Patryk Wajda Napastnicy: Peter Bartoš, Marcin Biały, Krystian Dziubiński, Dariusz Gruszka, Marcin Kolusz, Tomasz Malasiński, Maciej Mermer, Wojciech Milan, Michał Radwański, Marek Strzyżowski, Martin Vozdecký, Krzysztof Zapała, Trener: Štefan Mikeš                                   |
| 2013      | Sanok         | MKS ComArch Cracovia Bramkarze: Rafał Radziszewski, Mateusz Kulig Obrońcy: Bartosz Dąbkowski, Daniel Galant, Jarosław Kłys, Adrian Kowalówka, Patryk Noworyta, Patryk Wajda, Artur Zieliński, Michal Žvátora Napastnicy: Aron Chmielewski, Tomasz Cieślicki, Petr Dvořák, Marek Kalus, Milan Kostourek, Tomasz Kozłowski, Sebastian Kowalówka, Daniel Laszkiewicz, Michał Piotrowski, Adam Řehák, Damian Słaboń, Marcin Wiśniewski Trener: Rudolf Roháček                        | Ciarko PBS Bank KH Sanok Bramkarze: John Murray, Ondřej Raszka Obrońcy: Nicolas Besch, Kamil Dolny, Rafał Dutka, Vojtěch Kloz, Jakob Milovanovič, Bartłomiej Pociecha, Bogusław Rąpała, Martin Richter Napastnicy: Anthony Aquino, Marcin Biały, Rafał Ćwikła, Hubert Demkowicz, Robert Kostecki, Samson Mahbod, Maciej Mermer, Petr Šinágl, Marek Strzyżowski, Martin Vozdecký, Mateusz Wilusz, Krzysztof Zapała Trener: Tomasz Demkowicz                                                   |
| 2014      | Kraków        | GKS Tychy Bramkarze: Štefan Žigárdy, Arkadiusz Sobecki Obrońcy: Nicolas Besch, Jakub Ferenc, Michał Kotlorz, Pavel Mojžíš, Bartłomiej Pociecha, Łukasz Sokół, Jakub Wanacki Napastnicy: Adam Bagiński, Radosław Galant, Kacper Guzik, Maksim Kartoszkin, Marcin Kolusz, Jurij Kuzin, Dawid Majoch, Kacper Różycki, Jarosław Rzeszutko, Josef Vítek, Michał Woźnica Trener: Jiří Šejba                                                                                            | Ciarko PBS Bank KH Sanok Bramkarze: Bryan Pitton, Mateusz Skrabalak Obrońcy: Konrad Ćwikła, Hubert Demkowicz, Rafał Dutka, Bogusław Rąpała, Martin Richter, David Turoň, Matt Williams, Miroslav Zaťko Napastnicy: Marcin Biały, Michael Cichy, Rafał Ćwikła, Mike Danton, Lukáš Endál, Robert Kostecki, Róbert Krajči, Jordan Pietrus, Petr Šinágl, Marek Strzyżowski, Martin Vozdecký, Dariusz Wanat, Mateusz Wilusz, Krzysztof Zapała Trener: Miroslav Fryčer                             |
| 2015      | Nowy Targ     | MKS ComArch Cracovia Bramkarze: Rafał Radziszewski, Robert Kowalówka Obrońcy: Bartosz Dąbkowski, Rafał Dutka, Michal Grman, Maciej Kruczek, Peter Novajovský, Patryk Noworyta, Mateusz Rompkowski, Patryk Wajda Napastnicy: Adam Domogała, Krystian Dziubiński, Filip Drzewiecki, Kacper Guzik, Damian Kapica, Karol Kisielewski, Grzegorz Pasiut, Damian Słaboń, Patrik Svitana, Petr Šinágl, Maciej Urbanowicz, Marek Wróbel Trener: Rudolf Roháček                            | Podhale Nowy Targ Bramkarze: Ondřej Raszka, Błażej Kapica Obrońcy: Wołodymyr Ałeksiuk, Joni Haverinen, Oskar Jaśkiewicz, Sebastian Łabuz, Maciej Sulka, Damian Tomasik, Mateusz Wojdyła Napastnicy: Dariusz Gruszka, Daniel Kapica, Jarmo Jokila, Bryan McGregor, Mateusz Michalski, Bartłomiej Neupauer, Jarosław Różański, Konrad Stypuła, Jussi Tapio, Filip Wielkiewicz, Patryk Wronka, Krzysztof Zapała, Damian Zarotyński Trener: Marek Ziętara                                        |
| 2016      | Nowy Targ     | GKS Tychy Bramkarze: Kamil Kosowski, Kamil Lewartowski Obrońcy: Mateusz Bryk, Remigiusz Gazda, Kamil Górny, Petr Kuboš, Bartosz Ciura, Michał Kotlorz, Bartłomiej Pociecha, Miroslav Zaťko Napastnicy: Adam Bagiński, Mateusz Bepierszcz, Bartłomiej Jeziorski, Patryk Kogut, Marcin Kolusz, Filip Komorski, Jaroslav Kristek, Jarosław Rzeszutko, Jan Semorád, Josef Vítek, Martin Vozdecký, Jakub Witecki Trener: Jiří Šejba                                                   | MKS ComArch Cracovia Bramkarze: Rafał Radziszewski, Robert Kowalówka Obrońcy: Bartosz Dąbkowski, Rafał Dutka, Michael Kolarz, Dawid Maciejewski, Peter Novajovský, Patryk Noworyta, Mateusz Rompkowski, Patryk Wajda Napastnicy: Matúš Chovan, Adam Domogała, Filip Drzewiecki, Krystian Dziubiński, Richard Jenčík, Petr Kalus, Damian Kapica, Damian Słaboń, Patrik Svitana, Petr Šinágl, Maciej Urbanowicz, Marek Wróbel Trener: Rudolf Roháček                                           |
| 2017      | Kraków        | GKS Tychy Bramkarze: John Murray, Kamil Lewartowski Obrońcy: Mateusz Bryk, Bartosz Ciura, Kamil Górny, Illa Kaznadziej, Michael Kolarz, Michał Kotlorz, Bartłomiej Pociecha Napastnicy: Adam Bagiński, Michael Cichy, Radosław Galant, Mateusz Gościński, Bartłomiej Jeziorski, Kamil Kalinowski, Patryk Kogut, Krystofer Kolanos, Filip Komorski, Jarosław Rzeszutko, Alexander Szczechura, Jakub Witecki, Michał Woźnica Trener: Andrej Husau                                  | MKS ComArch Cracovia Bramkarze: Rafał Radziszewski, Michael Łuba Obrońcy: Bartosz Dąbkowski, Rafał Dutka, Maciej Kruczek, Peter Novajovský, Patryk Noworyta, Mateusz Rompkowski, Patryk Wajda, Lukáš Zíb Napastnicy: Kasper Bryniczka, Teddy Da Costa, Adam Domogała, Filip Drzewiecki, Krystian Dziubiński, Petr Kalus, Damian Kapica, Oliver Paczkowski, Tomáš Sýkora, Petr Šinágl, Maciej Urbanowicz, Paweł Zygmunt Trener: Rudolf Roháček                                                |
| 2018      | Tychy         | JKH GKS Jastrzębie Bramkarze: Ondřej Raszka, Oskar Prokop Obrońcy: Jakub Gimiński, Jakub Grof, Jan Homer, Krzysztof Kantor, Jakub Kubeš, Vladimír Lukáčik, Jakub Michałowski, Maciej Sulka Napastnicy: Artiom Dubinin, Peter Fabuš, Dominik Jarosz, Martin Kasperlík, Tomáš Komínek, Tomasz Kulas, Łukasz Nalewajka, Radosław Nalewajka, Dominik Paś, Jan Sołtys, Kamil Wałęga, Kamil Wróbel Trener: Róbert Kaláber                                                              | TatrySki Podhale Nowy Targ Bramkarze: Przemysław Odrobny, Błażej Kapica Obrońcy: Rafał Dutka, Miro Hovinen, Oskar Jaśkiewicz, Marcin Kolusz, Eetu Moksunen, Robert Mrugała, Joona Tolvanen, Patryk Wajda Napastnicy: Krystian Dziubiński, Kacper Guzik, Eetu Koski, Daniel Kapica, Mateusz Michalski, Bartłomiej Neupauer, Jarosław Różański, Joonas Sammalmaa, Łukasz Siuty, Adrian Słowakiewicz, Jakub Worwa, Krzysztof Zapała Trener: Tomasz Valtonen                                     |
| 2019      | Tychy         | JKH GKS Jastrzębie Bramkarze: Ondřej Raszka, David Marek Obrońcy: Henri Auvinen, Jakub Gimiński, Kamil Górny Henrich Jabornik, Jakub Michałowski, Patryk Matusik, Grzegorz Radzieńciak Napastnicy: Artem Iossafov, Dominik Jarosz, Martin Kasperlík, Tomasz Kulas, Łukasz Nalewajka, Radosław Nalewajka, Dominik Paś, Jesse Rohtla, Radosław Sawicki, Maciej Urbanowicz, Mikko Virtanen, Kamil Wałęga, Kamil Wróbel Trener: Róbert Kaláber                                       | Re Plast Unia Oświęcim Bramkarze: Clarke Saunders, Sebastian Lipiński Obrońcy: Peter Bezuška, Patrik Luža, Miłosz Noworyta, Patryk Noworyta, Klemen Pretnar, Jakub Šaur, Jakub Wanacki, Miroslav Zaťko Napastnicy: Luka Kalan, Gregor Koblar, Sebastian Kowalówka, Łukasz Krzemień, Radek Meidl, Patryk Malicki, Damian Piotrowicz, Martin Przygodzki, Dominik Raška, Andrej Themár, Aleksiej Trandin, Dariusz Wanat Trener: Nik Zupančič                                                    |
| 2020/2021 | Tychy         | JKH GKS Jastrzębie Bramkarze: Michał Kieler, Patrik Nechvátal Obrońcy: Mateusz Bryk, Kamil Górny, Marcin Horzelski, Māris Jass, Arkadiusz Kostek, Jakub Michałowski, Ēriks Ševčenko Napastnicy: Marek Hovorka, Dominik Jarosz, Martin Kasperlík, Łukasz Nalewajka, Radosław Nalewajka, Dominik Paś, Zack Phillips, Roman Rác, Radosław Sawicki, Jan Sołtys, Maciej Urbanowicz, Kamil Wałęga, Kamil Wróbel Trener: Róbert Kaláber                                                 | Re Plast Unia Oświęcim Bramkarze: Clarke Saunders, Sebastian Lipiński Obrońcy: Victor Bartley, Peter Bezuška, Ryan Glenn, Patrik Luža, Miłosz Noworyta, Patryk Noworyta, Klemen Pretnar, Miroslav Zaťko Napastnicy: Siemion Garszyn, Gilbert Brulé, Teddy Da Costa, Luka Kalan, Gregor Koblar, Sebastian Kowalówka, Łukasz Krzemień, Brett McKenzie, Daniił Oriechin, Martin Przygodzki, Eliezer Sherbatov, Aleksiej Trandin Trener: Kevin Constantine                                       |
| 2021      | Bytom         | Comarch Cracovia Bramkarze: Dienis Pieriewozczikow, David Zabolotny Obrońcy: Martin Dudáš (k), Jiří Gula, Aleš Ježek, Jere Karlsson, Saku Kinnunen, Jakub Müller, Jakub Šaur Napastnicy: Igor Augustyniak, Mateusz Bezwiński, Jewgienij Bodrow, Sebastian Brynkus, Štěpán Csamangó, Jegor Dugin, Dmitrij Ismagiłow, Iwan Jacenko, Damian Kapica, Erik Němec, Jewgienij Popiticz, Collin Shirley, Artiom Woroszyło Trener: Rudolf Roháček                                         | KH Energa Toruń Bramkarze: Conrad Mölder, Mateusz Studziński Obrońcy: Adrian Jaworski, Dmitrij Kozłow, Aleksandr Rodionow, Eryk Schafer, Bartosz Skólmowski, Jegor Szkodienko, Alaksandr Szkrabau, Mateusz Zieliński Napastnicy: Robert Arrak, Jarosław Dołęga, Lauri Huhdanpää, Kamil Kalinowski, Michał Kalinowski, Patryk Kogut, Robiert Korczocha, Henri Limma, Dominik Olszewski, Jegor Rożkow, Vadim Vasjonkin, Michał Zając Trener: Jussi Tupamäki                                    |
| 2022      | Bytom         | GKS Tychy Bramkarze: Tomáš Fučík, Kamil Lewartowski Obrońcy: Emil Bagin, Olaf Bizacki, Bartosz Ciura, Oskar Jaśkiewicz, Olli Kaskinen, August Nillson, Bartłomiej Pociecha, Alexander Younan Napastnicy: Alexandre Boivin, Jakub Bukowski, Jean Dupuy, Mateusz Gościński, Bartłomiej Jeziorski, Filip Komorski (k), Szymon Marzec, Christian Mroczkowski, Ondrej Šedivý, Filip Starzyński, Roman Szturc, Mateusz Ubowski Trener: Andriej Sidorienko                              | KS Tauron Re-Plast Unia Oświęcim Bramkarze: Kevin Lindskoug, Robert Kowalówka Obrońcy: Peter Bezuška, Raman Dziukau, Kristaps Jākobsons, Aleksandrs Jerofejevs, Pyłyp Panhełow-Jułdaszew, Miłosz Noworyta, Patryk Noworyta. Kamil Paszek Napastnicy: Erik Ahopelto, Michael Cichy, Teddy Da Costa, Krzysztof Dudkiewicz, Andrij Denyskin, Krystian Dziubiński (k), Sebastian Kowalówka, Łukasz Krzemień, Pawło Padakin, Jan Sołtys, Alexander Szczechura, Dariusz Wanat Trener: Nik Zupančič |
| 2023      | Krynica-Zdrój | GKS Tychy Bramkarze: Tomáš Fučík, Kamil Lewartowski Obrońcy: Olaf Bizacki, Mateusz Bryk, Bartosz Ciura, Jan Jaroměřský, Oskar Jaśkiewicz, Olli Kaskinen, Bartłomiej Pociecha Napastnicy: Jakub Bukowski, Radosław Galant, Mateusz Gościński, Bartłomiej Jeziorski, Filip Komorski (k), Illa Korenczuk, Alan Łyszczarczyk, Szymon Marzec, Christian Mroczkowski, Pawło Padakin, Roman Rác, Wiktor Turkin, Mateusz Ubowski Trener: Pekka Tirkkonen                                 | JKH GKS Jastrzębie Bramkarze: Jakub Lackovič, Maciej Miarka Obrońcy: Emil Bagin, Kamil Górny, Jake Hamilton, Arkadiusz Kostek, Jakub Martiška, Olli-Petteri Viinikainen, Patryk Wajda Napastnicy: Robert Arrak, Jakub Ižacký, Dominik Jarosz, Szymon Kiełbicki, Marcin Kolusz, Łukasz Nalewajka, Dominik Paś, Patryk Pelaczyk, Tuukka Rajamäki, Filip Starzyński, Rastislav Špirko, Maciej Urbanowicz (k) Trener: Róbert Kaláber                                                             |
| 2023      | Krynica-Zdrój | GKS Tychy Bramkarze: Tomáš Fučík, Kamil Lewartowski Obrońcy: Olaf Bizacki, Mateusz Bryk, Bartosz Ciura, Valtteri Kakkonen, Olli Kaskinen, Bartłomiej Pociecha, Olli-Petteri Viinikainen Napastnicy: Mateusz Gościński, Rasmus Heljanko, Bartłomiej Jeziorski, Filip Komorski (k), Jan Krzyżek, Daņila Larionovs, Matias Lehtonen, Alan Łyszczarczyk, Joona Monto, Dominik Paś, Wiktor Turkin, Mateusz Ubowski, Mark Viitanen Trener: Pekka Tirkkonen                             | JKH GKS Jastrzębie Bramkarze: Maciej Miarka, Vilho Heikkinen Obrońcy: Emil Bagin, Niki Blomberg, Kamil Górny, Patryk Hanzel, Vratislav Kunst, Aleksi Mäkelä, Taneli Ronkainen, Jakub Žůrek Napastnicy: Mark Kaleinikovas, Martin Kasperlík, Szymon Kiełbicki, Hannu Kuru, Łukasz Nalewajka, Radosław Nalewajka, Samuel Petráš, Teemu Pulkkinen, Tomasz Szczerba, Jakub Ślusarczyk, Maciej Urbanowicz (k), Michał Zając Trener: Róbert Kaláber                                                |

Uwaga: Kursywą oznaczono bramkarzy, którzy w finałach Pucharu Polski byli wykazani w składach drużyn, lecz nie pojawili się na lodzie podczas gry.